# Daihatsu Move
El Daihatsu Move (ダイハツ・ムーヴ, Daihatsu Mūvu) és un kei car o automòbil lleuger produït pel fabricant d'automòbils japonés Daihatsu des de l'any 1995. El Move és la resposta de Daihatsu al Suzuki Wagon R, model de similars característiques presentat l'any 1993. El Daihatsu Move sempre ha estat basat sobre la plataforma modificada del Daihatsu Mira.

## Primera generació (1995-1998)

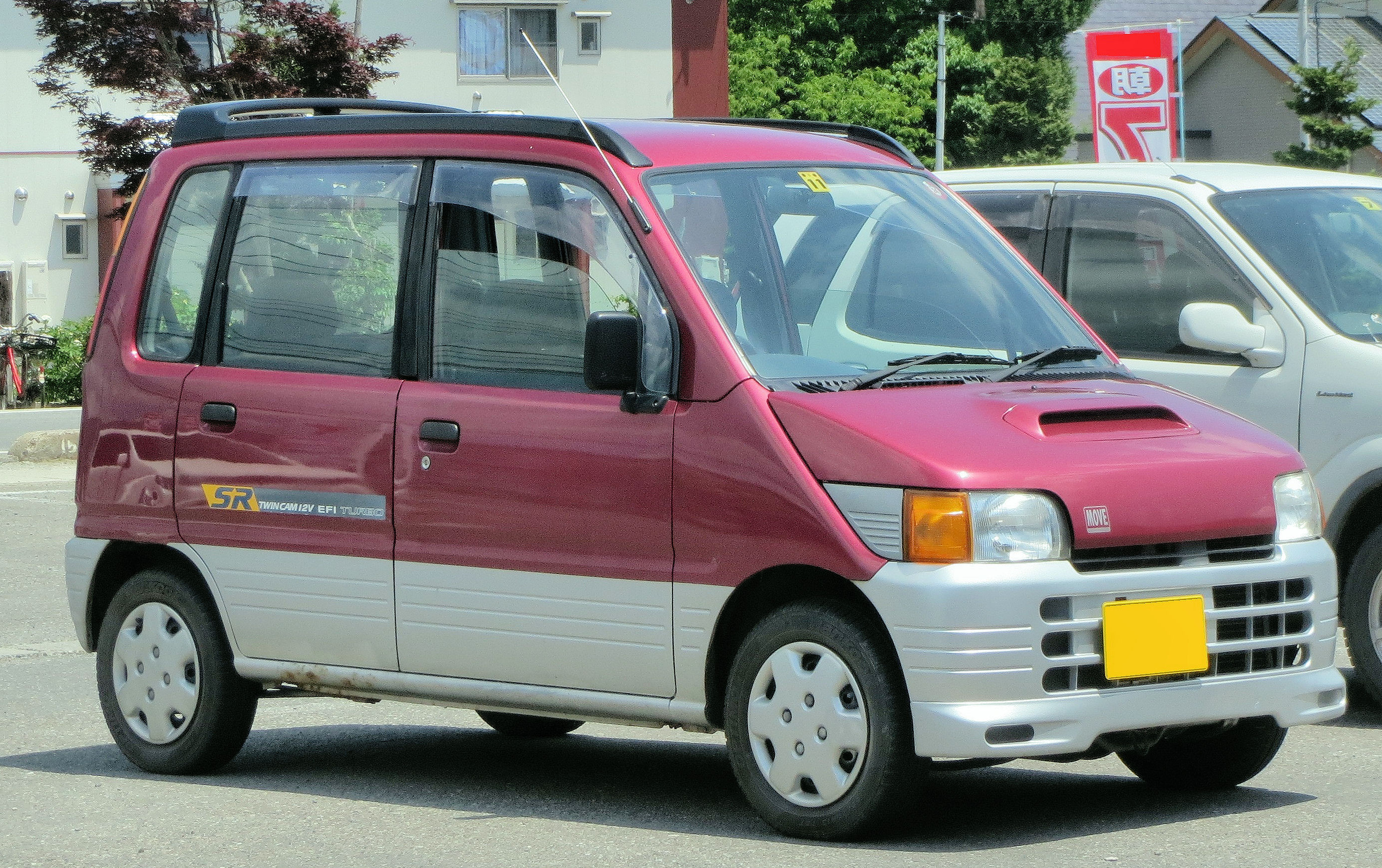
Move SR

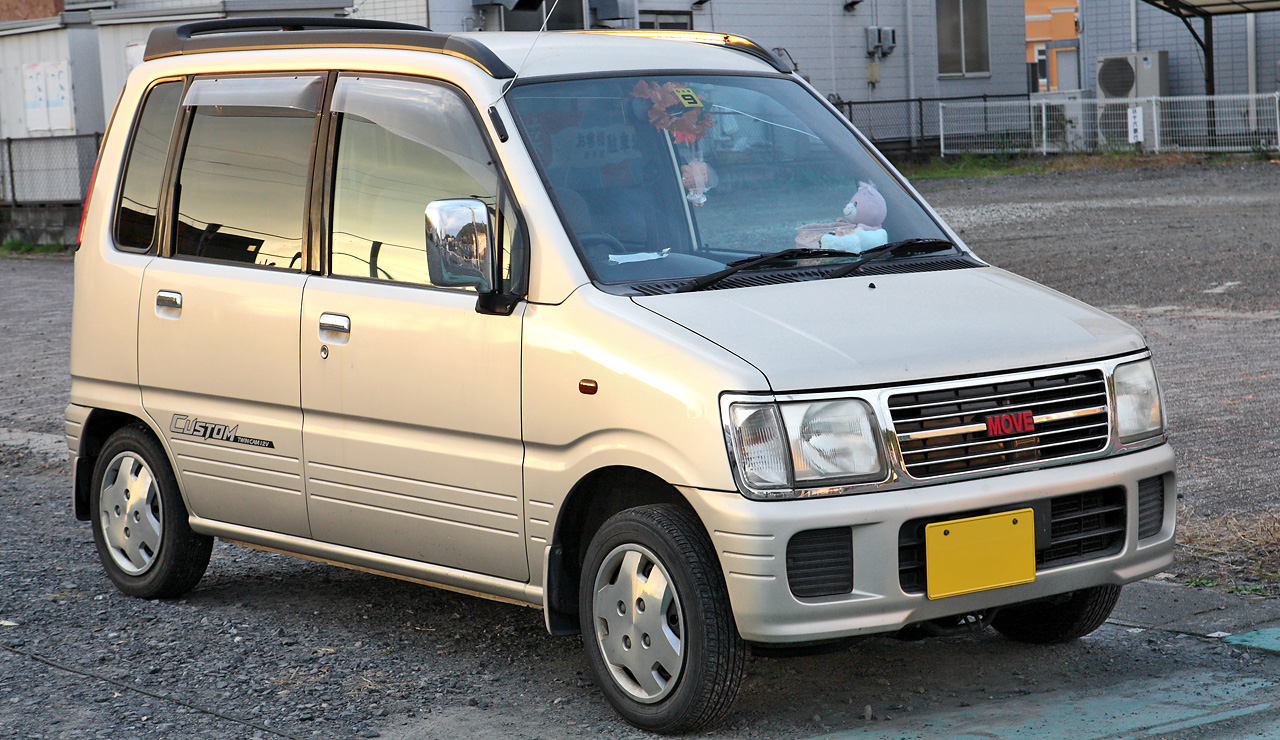
Move Custom

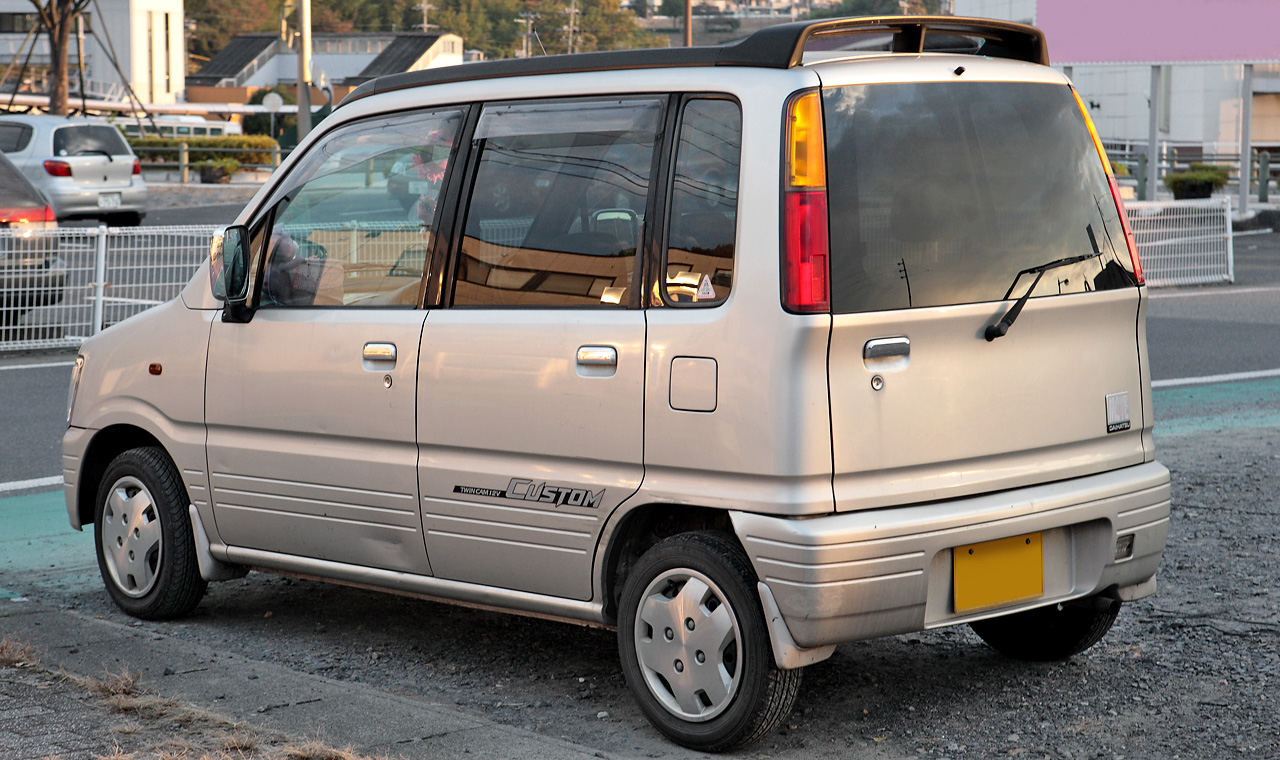
Move Custom

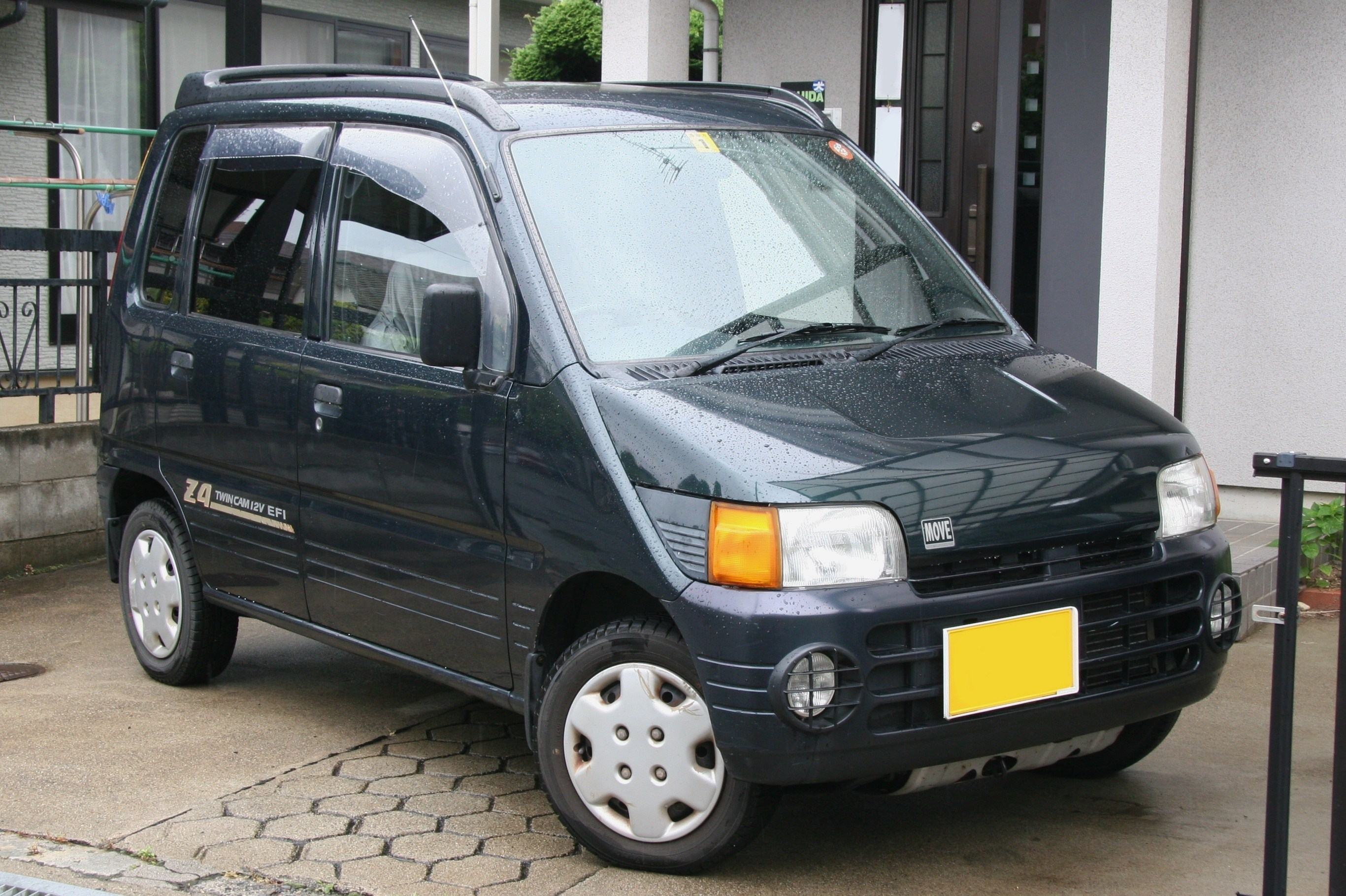
Move Z4

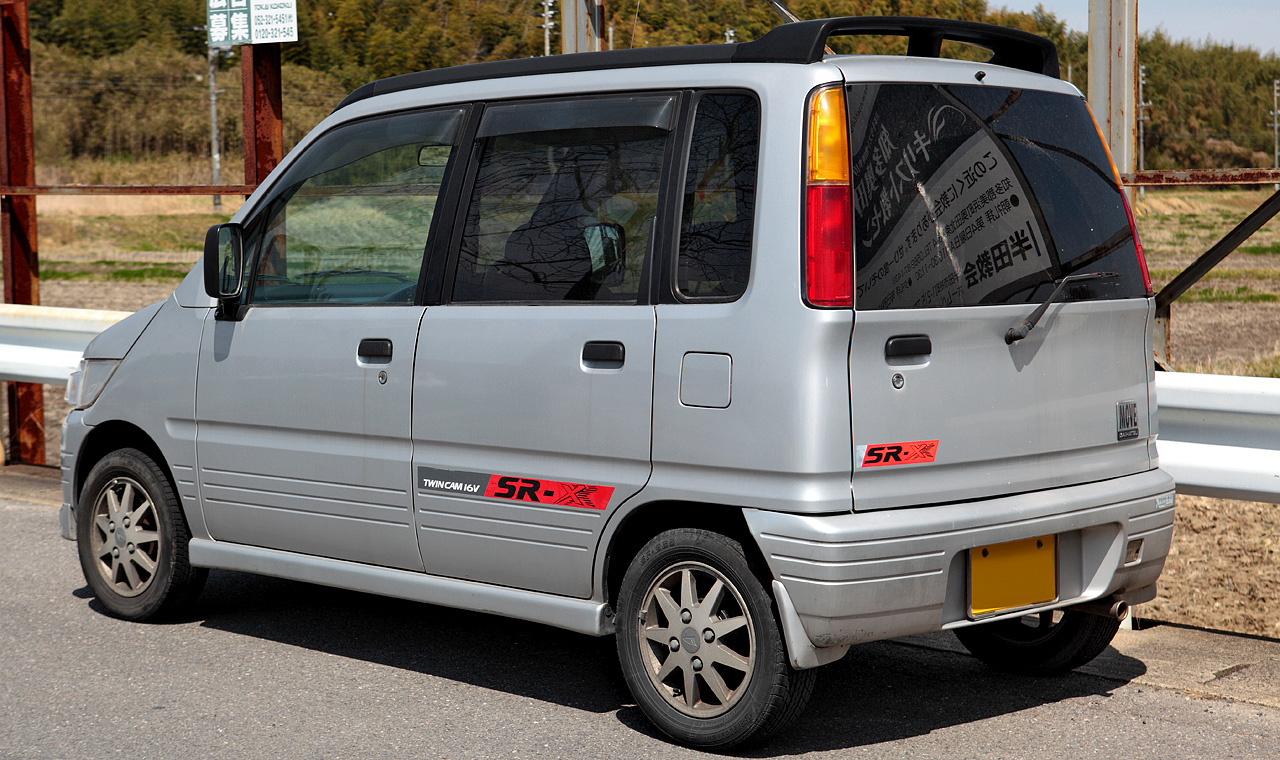
Move SR-XX

La primera generació del Daihatsu Move fou dissenyada a l'I.DE.A Institute de Torí, Itàlia. Fou comercialitzat amb un motor tricilíndric de 659 centímetres cúbics. La denominació en codi del model era L600 en les versions amb tracció al davant o L610 en les de tracció a les quatre rodes. L'any 1997 es presentà el "Move Custom", una versió amb una estètica lleugerament diferent i un poc més luxosa, incloent una graella i uns fars davanters diferents; des de llavors fins a l'actualitat cada generació del Move ha tingut versió Custom.
Només d'aquesta primera generació (L600/L610), Daihatsu va arribar a produir més de mig milió d'unitats, el que mostra l'èxit d'aquest tipus de vehicles durant la dècada del 1990 al Japó.
El model també fou comercialitzat amb un motor quatricilíndric d'alumini de 659 cc amb turbocompressor i 63 cavalls de potència, estant aquesta motorització reservada només a les versions amb tracció al davant. Inicialment, aquesta motorització quatricilíndrica era l'única equipada amb una transmissió automàtica de quatre velocitats, però des del maig de 1996 aquesta caixa de canvis començà a equipar-se a les motoritzacions tricilíndriques amb turbo per a finalment equipar-se a tota la gama.

## Segona generació (1998-2002)

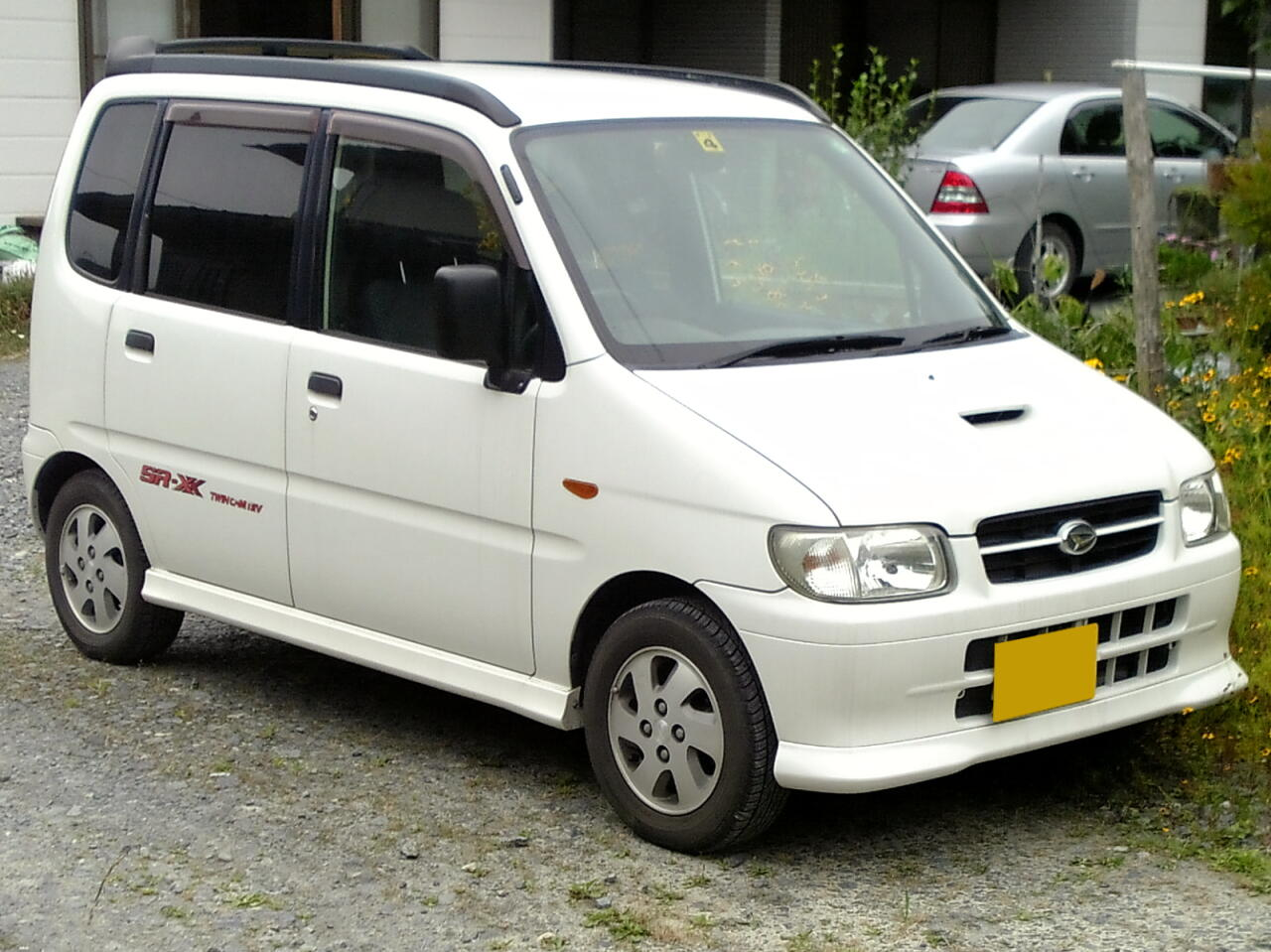
Move SR-XX (1998)

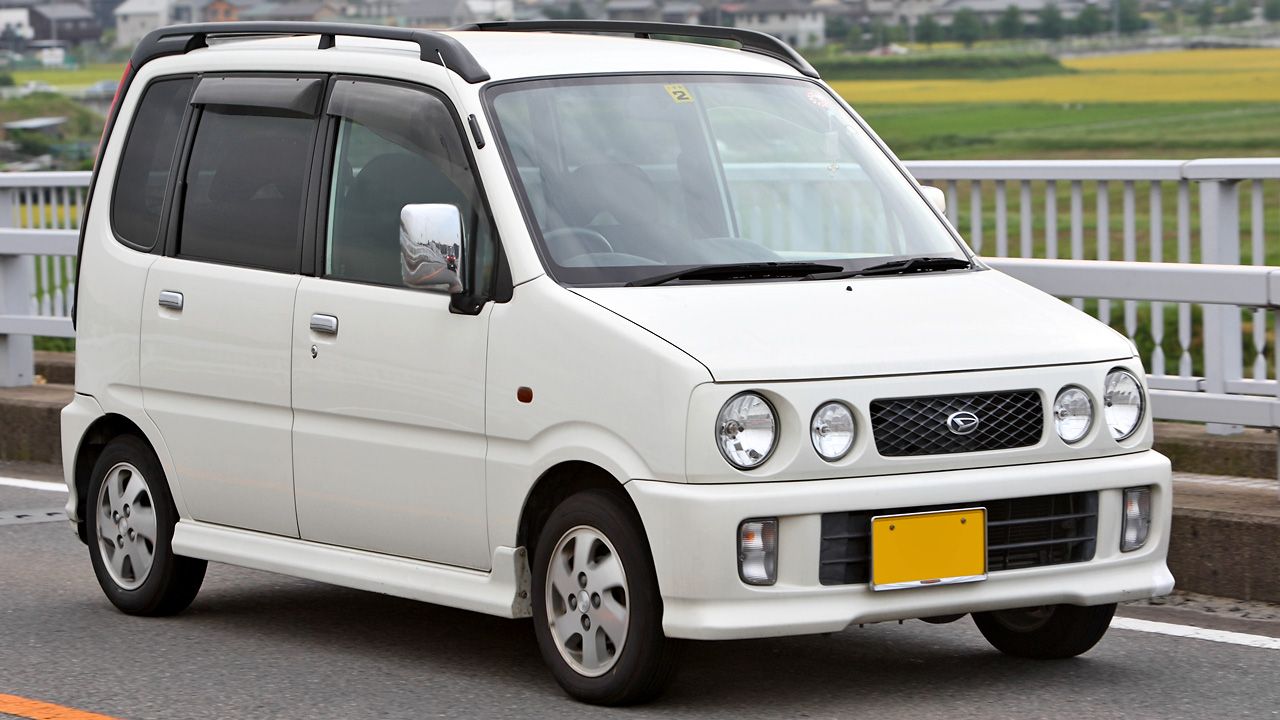
Move Custom (1998-2000)

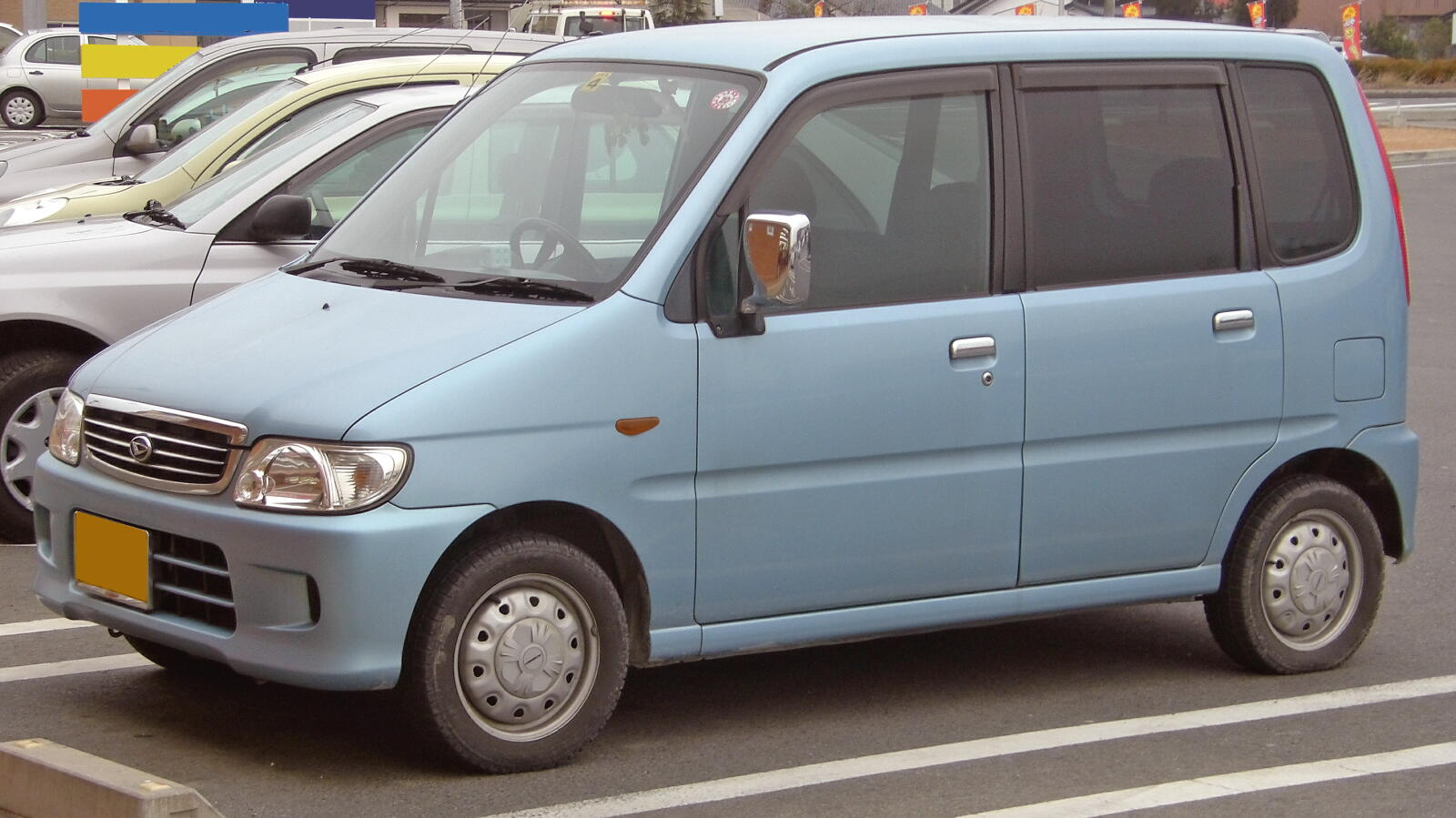
Move CX (2000)

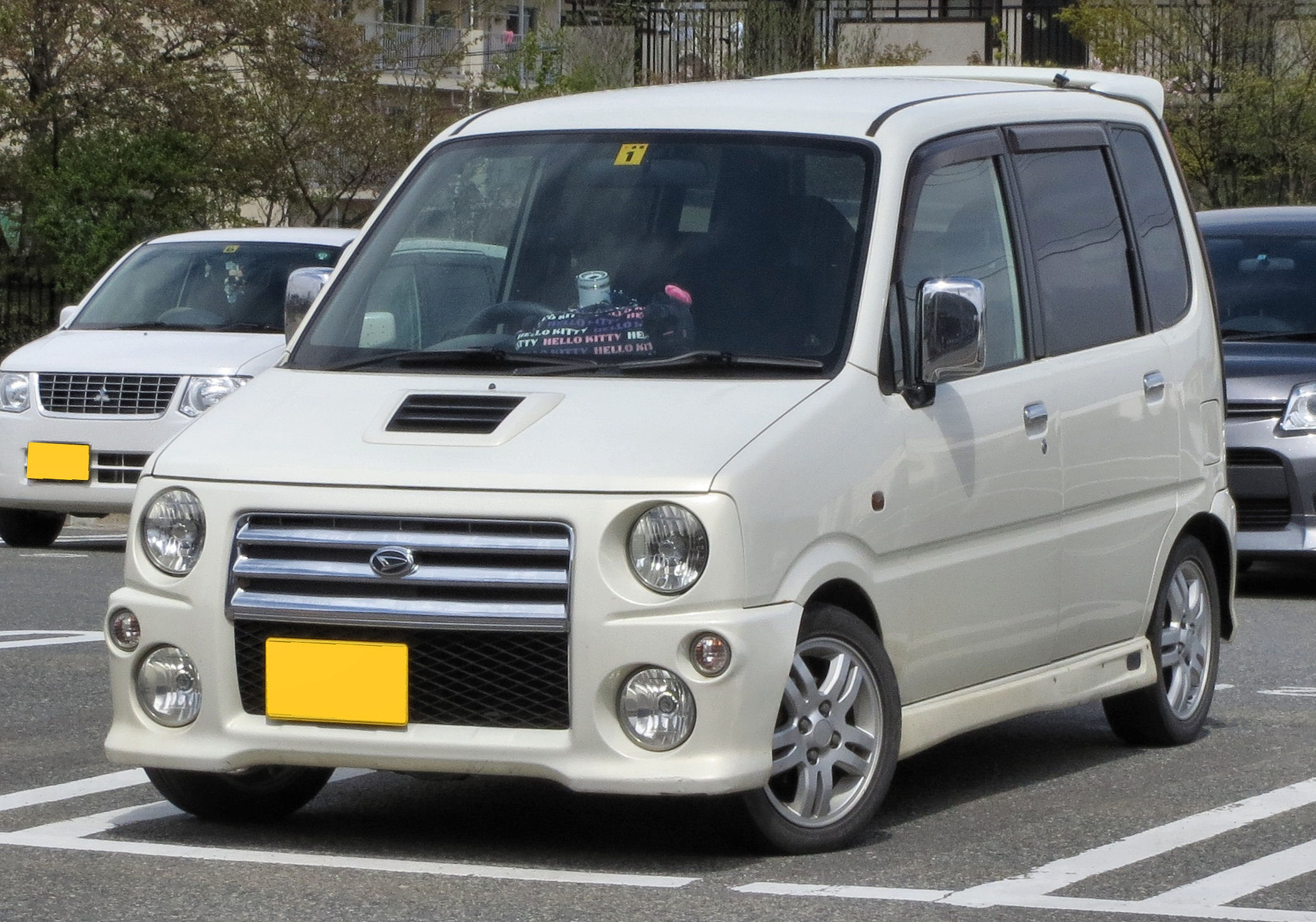
Move Aerodown RS

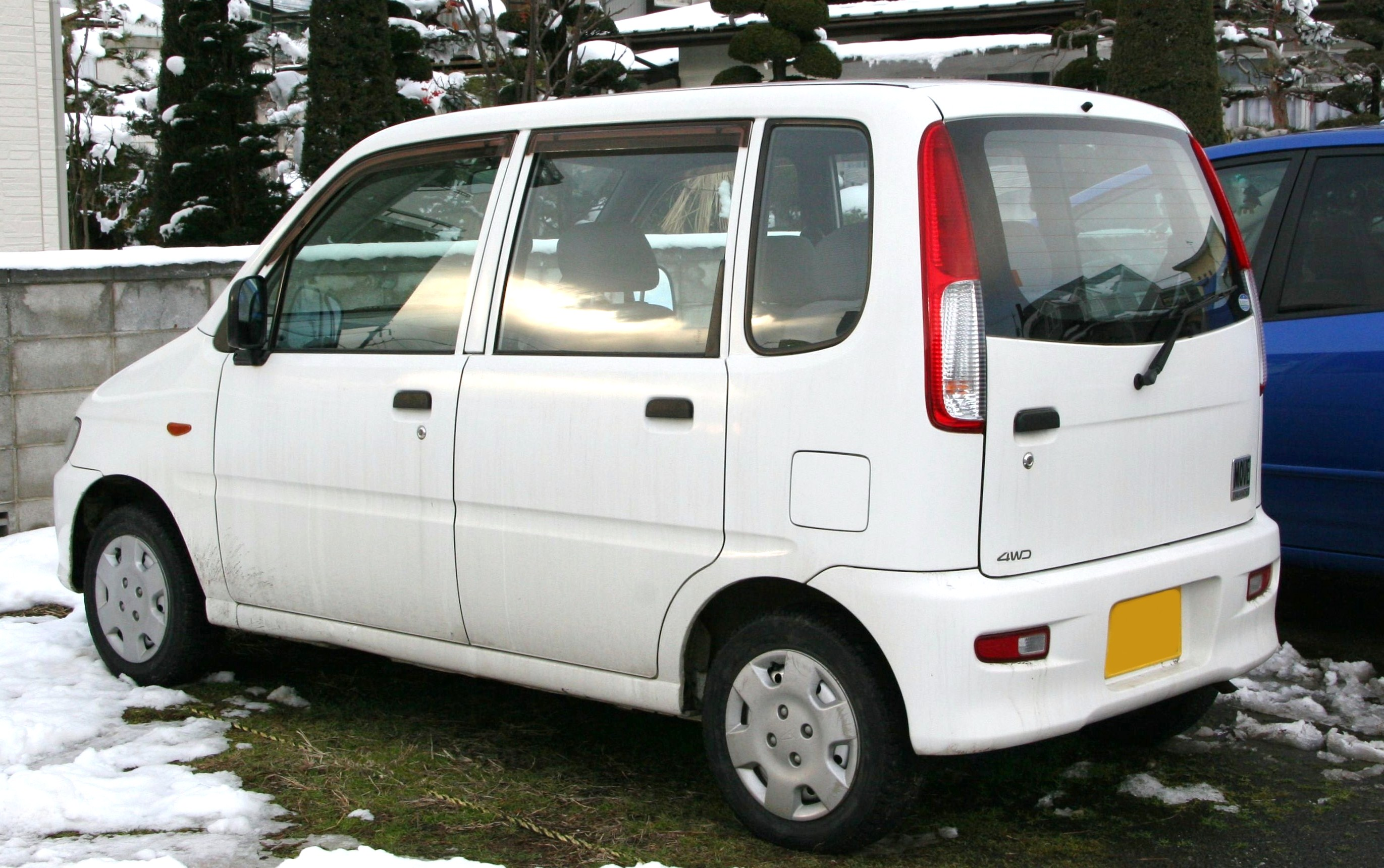
Move (2000-2002)

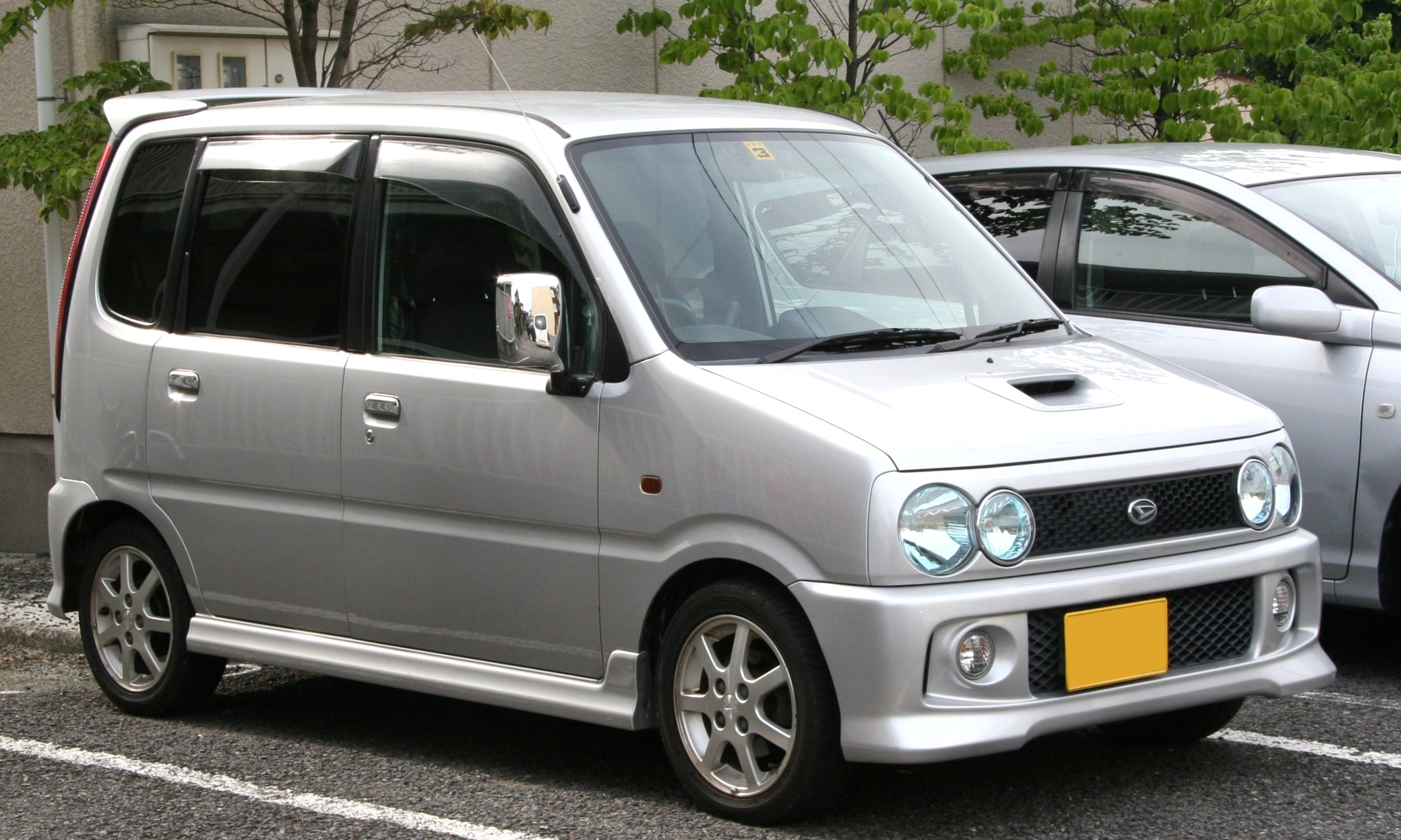
Move Custom (2000-2002)

La segona generació del Daihatsu Move va començar a comercialitzar-se a l'octubre de 1998 com a reemplaçament de la primera generació. Fou dissenyada per l'empresa Italdesign Giugiaro de Torí, Itàlia, tot i que les versions Custom i Aerodown RS eren de creació interna.
La creació d'aquesta segona generació va lligada a la reforma de la llei d'automòbils lleugers, que demanava més seguretat en cas de col·lisions i permetia 10 centímetres més de llarg al total del cotxe. La plataforma provenia majoritàriament de l'anterior generació i es desenvolupà sota criteris de despesa mínima amb redissenys estètics que compliren les noves regulacions de seguretat. A més de la variant "standard", també existiren la "Aerodown Custom", amb turbocompressor, i la "Custom", amb motor atmosfèric, amb un forat al capó per a l'intercooler, calcomanies estètiques i diferent alçada respecte al terra.
El model va rebre un lleuger redisseny estètic i d'equipament l'any 2000, com ara airbags pel conductor i copilot, ABS, etc. Algunes versions també comptaven amb sostre solar, aire condicionat automàtic, sistema d'audio estèreo "Carrozzeria" (Pioneer) amb cassette, carregador automàtic de fins a 6 CDs, desbloqueig de portes per control remot, així com tancament centralitzat i elevalunes elèctric.
Aquesta segona generació del Move compartia plataforma amb el Daihatsu Mira de cinquena generació (també presentat l'any 1998) i amb el Daihatsu Max, comercialitzat entre els anys 2001 i 2005. La producció de la segona generació del Move va arribar a la seua fi a l'octubre de 2002, quan fou substituït pel Move de tercera generació.
A partir de l'any 2000, aquesta generació del Move va ser fabricada i comercialitzada sota llicència per l'empresa malàisia Perodua com a Perodua Kenari fins a l'any 2009. L'empresa pública xinesa FAW també el produí sota llicència i el comercialitzà als EUA en versió elèctrica amb el nom de Miles ZX40.

## Tercera generació (2002-2006)

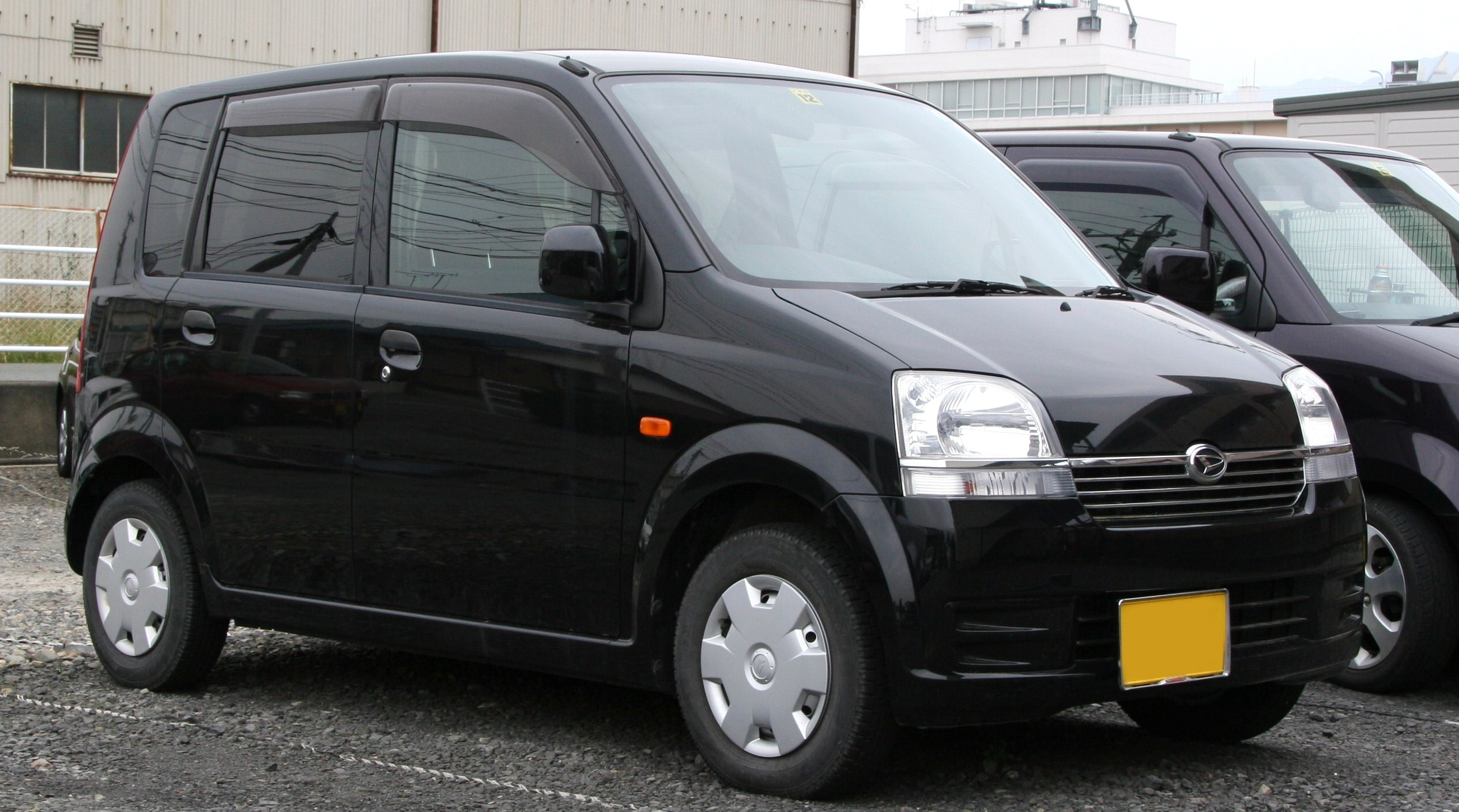
Move L (2002-2004)

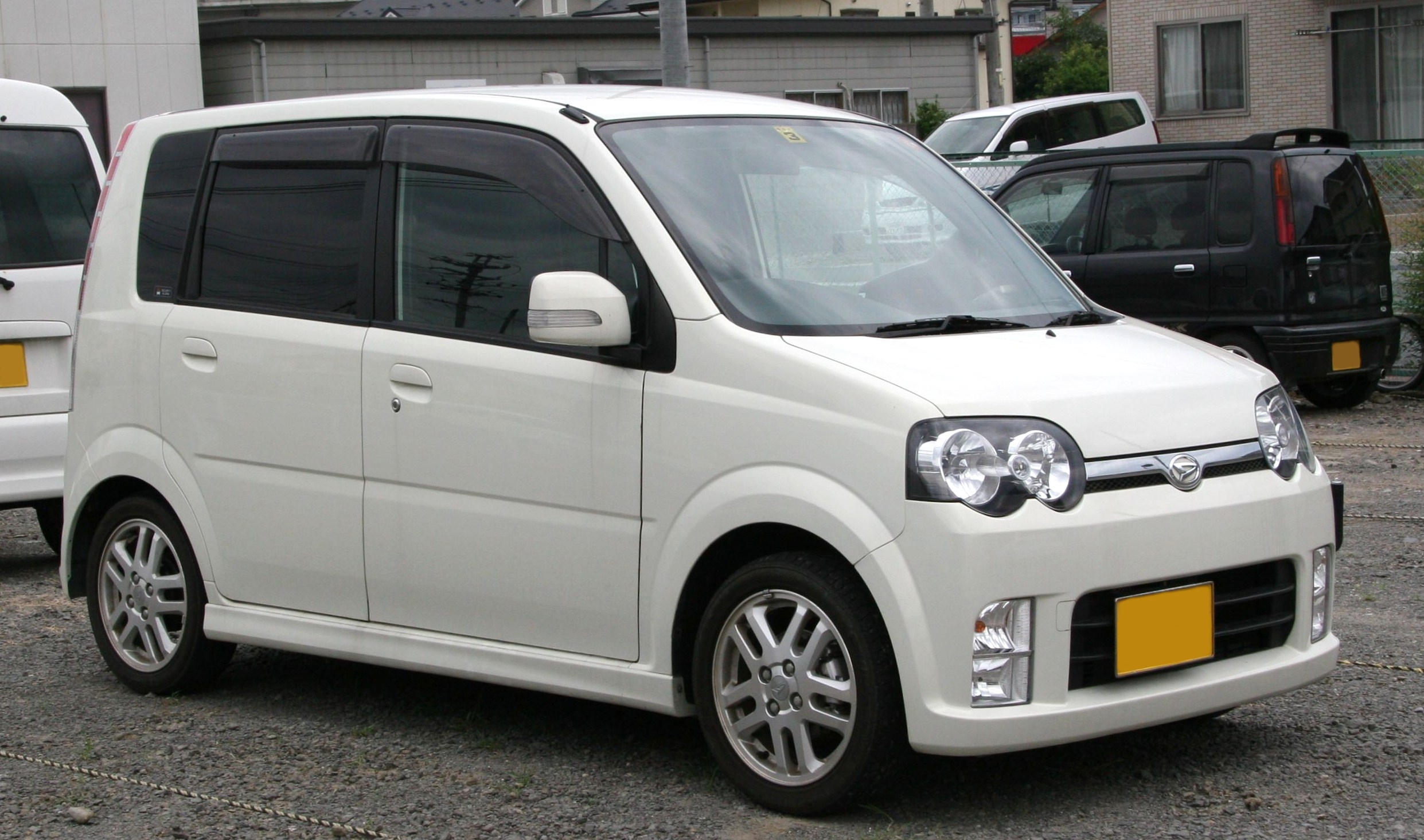
Move Custom (2004-2006)

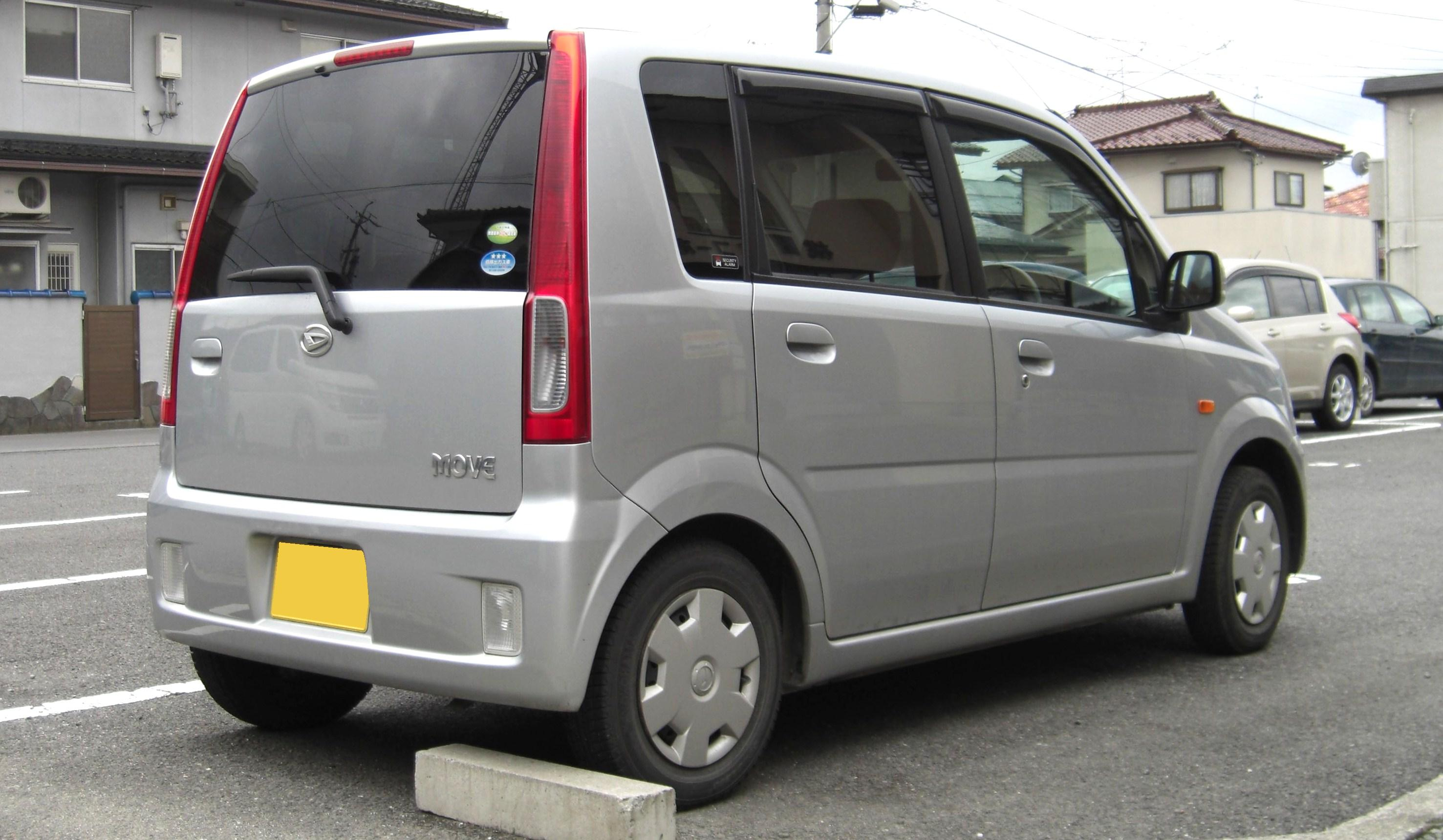
Move L (2004-2006)

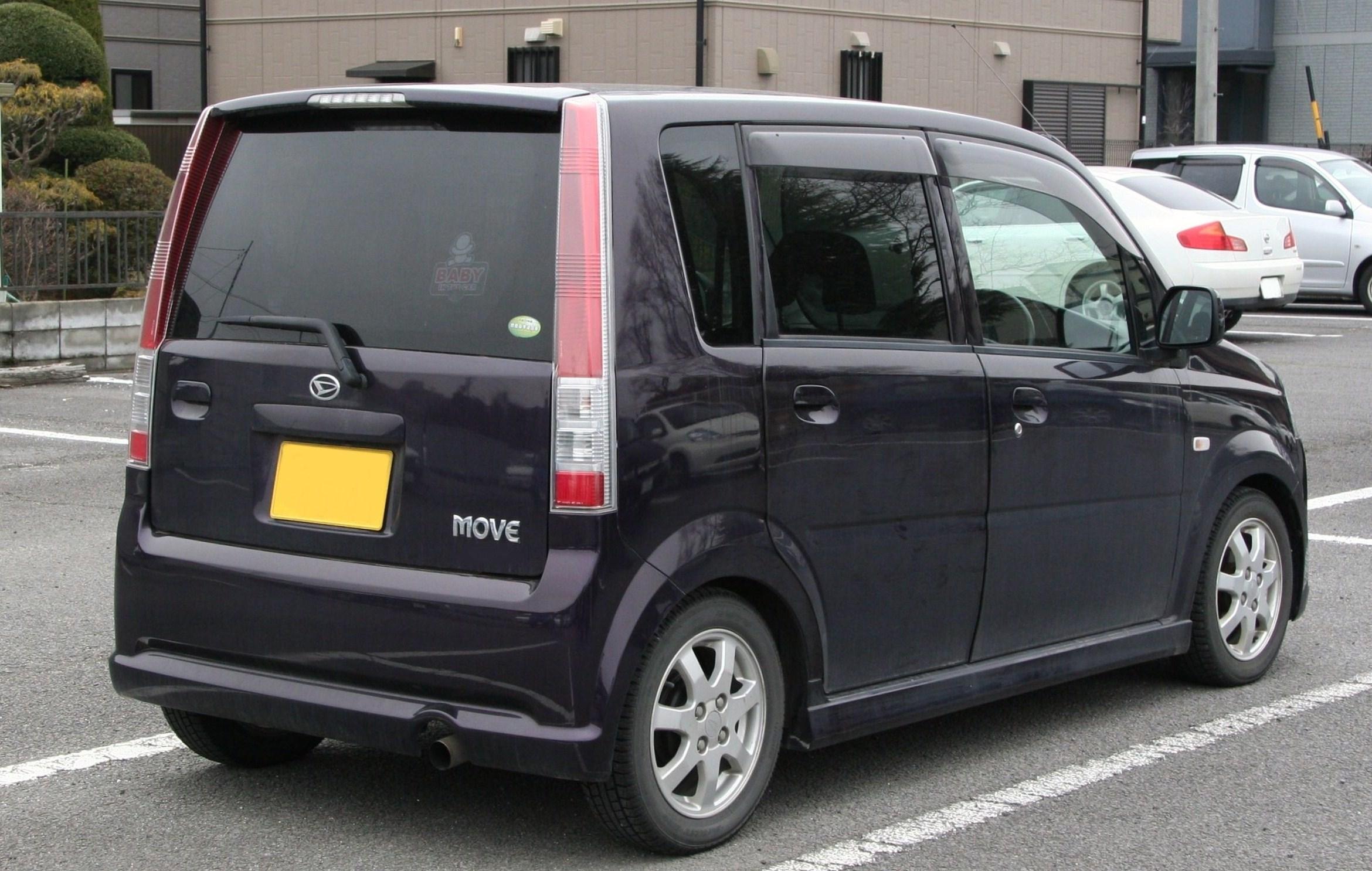
Move Custom (2002-2004)

La tercera generació del Daihatsu Move es presentà el 15 d'octubre de 2002 com a reemplaçament de l'anterior generació. La tercera generació equipava els mateixos motors que l'anterior, un tricilíndric de 659 centímetres cúbics atmosfèric o amb turbocompressor (L150) i un quatricilíndric de 659 cc amb turbocompressor (L152). Les versions amb tracció total duien el codi L160. Tots els nivells equipaven de sèrie una transmissió manual de cinc velocitats. Depenent de la versió, el model podia equipar una transmissió automàtica de quatre velocitats. Només les versions "Custom RS" i "RS Limited" equipaven llums de fre a la part alta del maleter i un tacòmetre. La versió "Custom X" també equipava una CVT.
El 24 de desembre de 2004 el Move, tant en versió normal com en "Custom", va patir un redisseny estètic a l'interior i l'exterior del model. A més d'això, es milloraren les emissions del motor adaptant-les a les darreres regulacions mediambientals.
El 26 d'agost de 2005 per a celebrar el dècim aniversari del Daihatsu Move es presenta la versió especial "Custom VS", la qual equipava llandes d'aliatge de 14 polzades, intermitents als retrovisors, equip estèro CD/MD (AM/FM) amb altaveus a les quatre portes, etc. Alhora es presentà l'"HDD Navi Edition", que equipava un navegador amb pantalla de 7 polzades a tota la gama "Custom". El mateix any, per a complir amb les noves regulacions en seguretat, les llums de fre a la part alta reservades als models "Custom" s'introduïren a tota la gama Move.
El setembre de l'any 2006 s'aturà la producció de la tercera generació del Move i a l'octubre del mateix any es deixà de comercialitzar per a començar a vendre la quarta generació.

## Quarta generació (2006-2010)

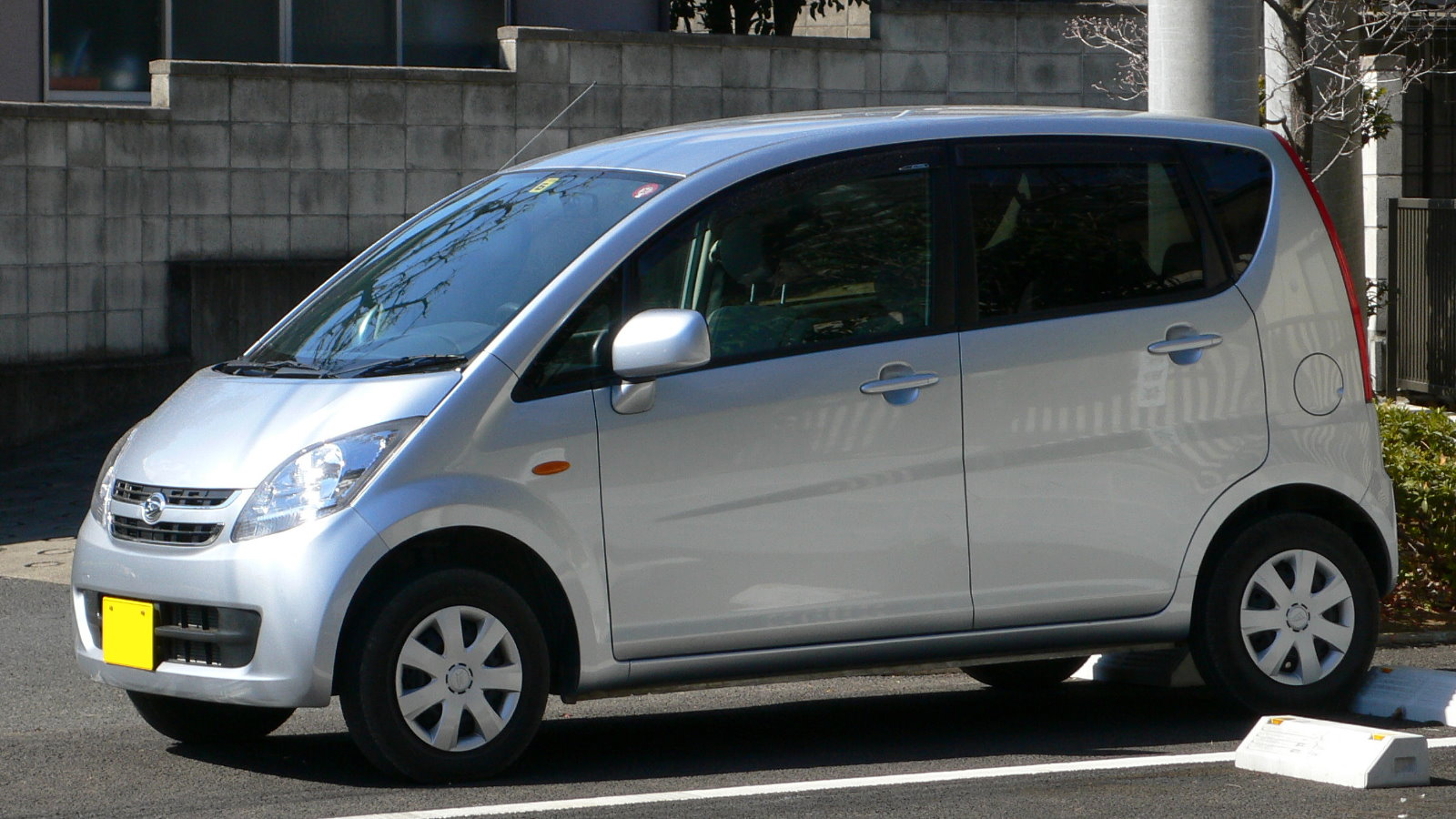
Move standard (2006-2008)

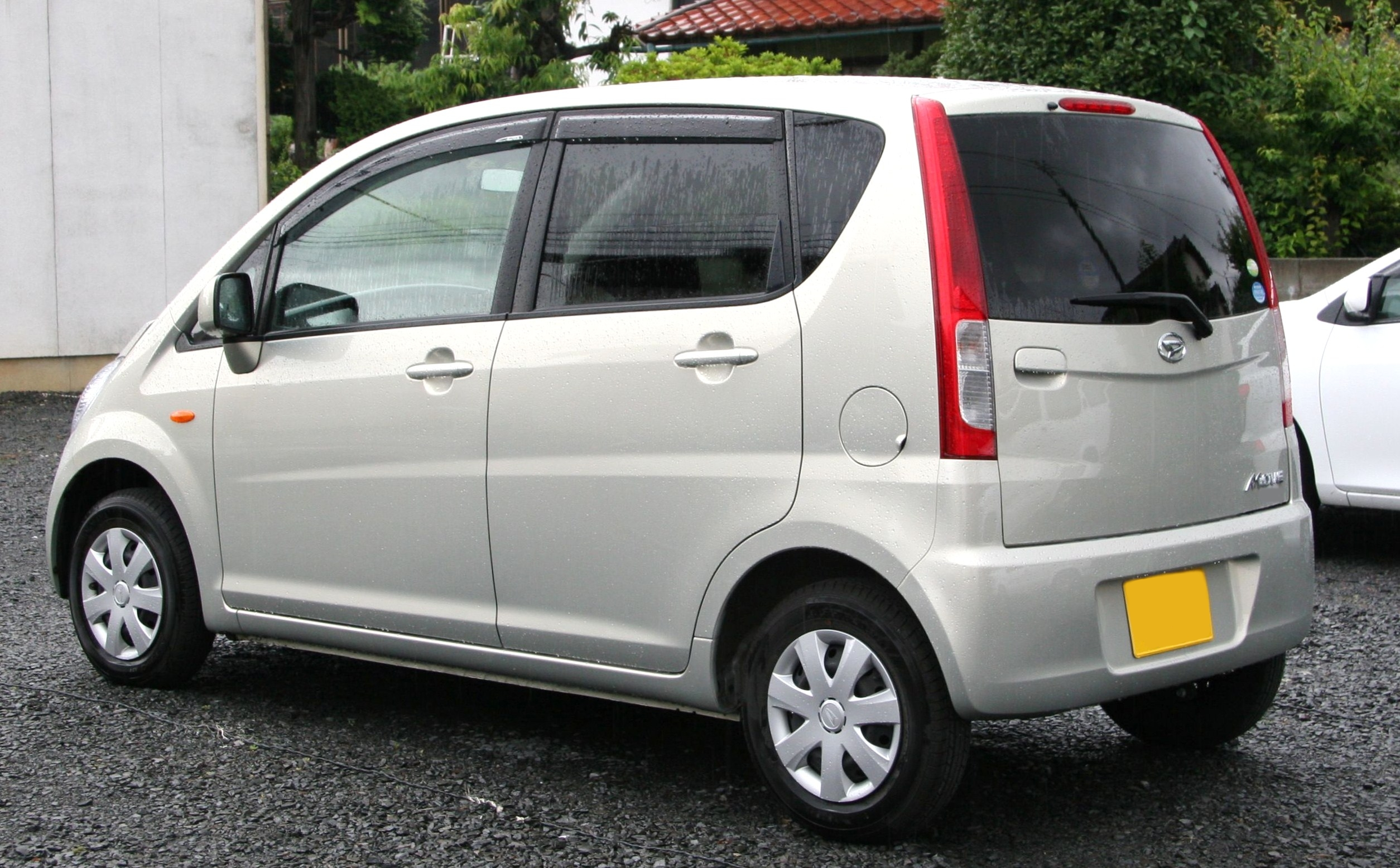
Move standard (2006-2008)

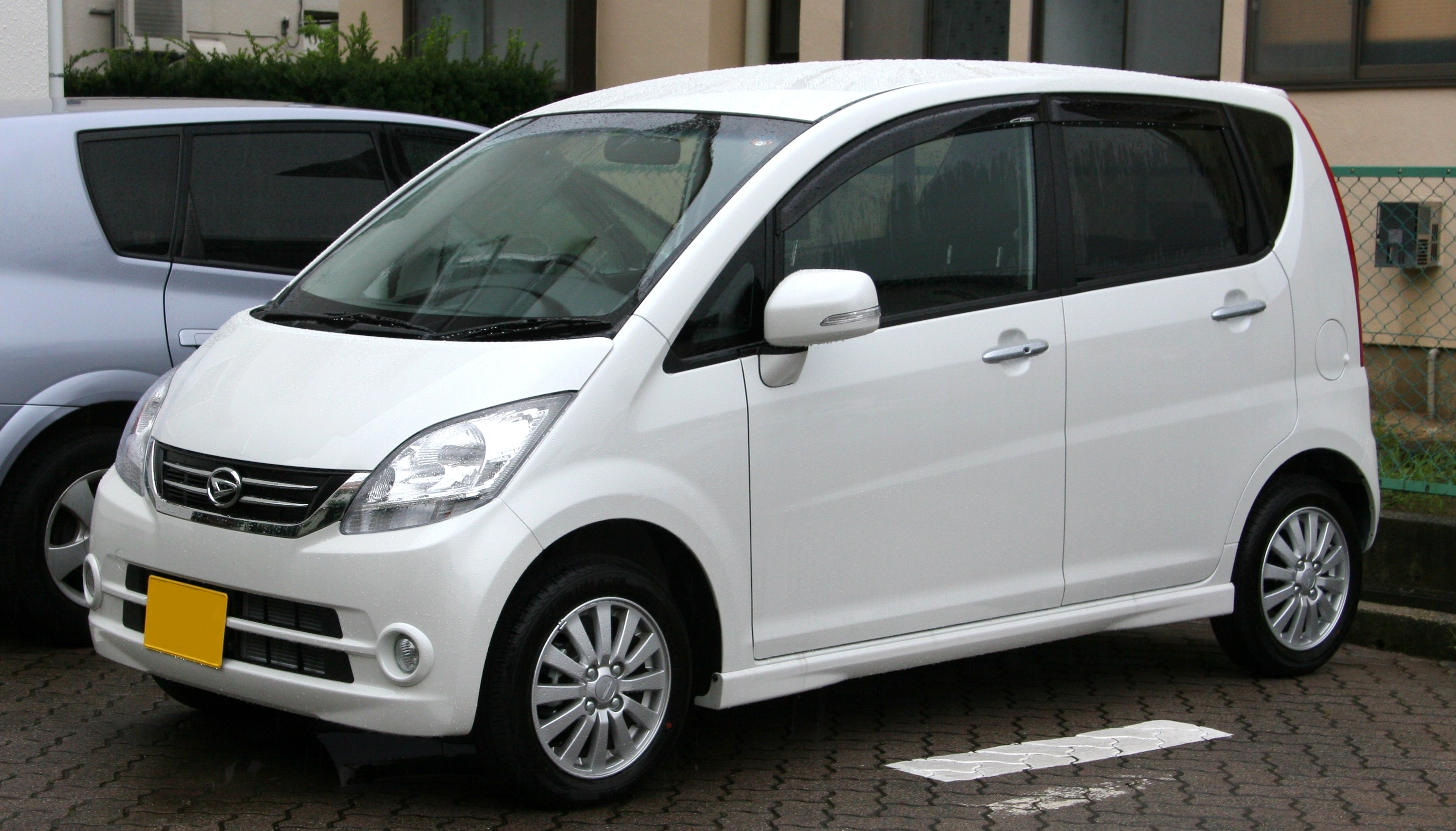
Move VS

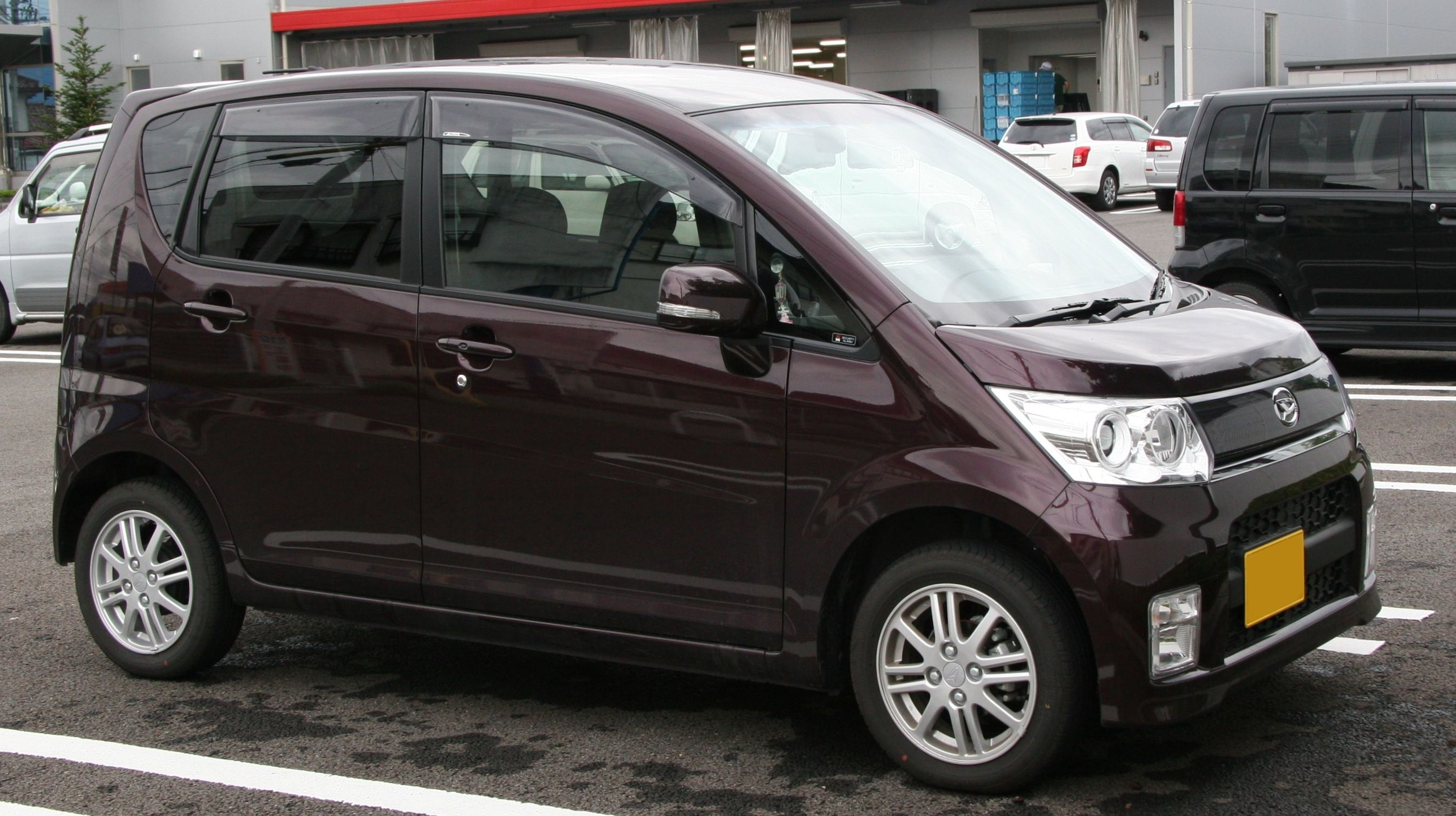
Move Custom (2008-2010)

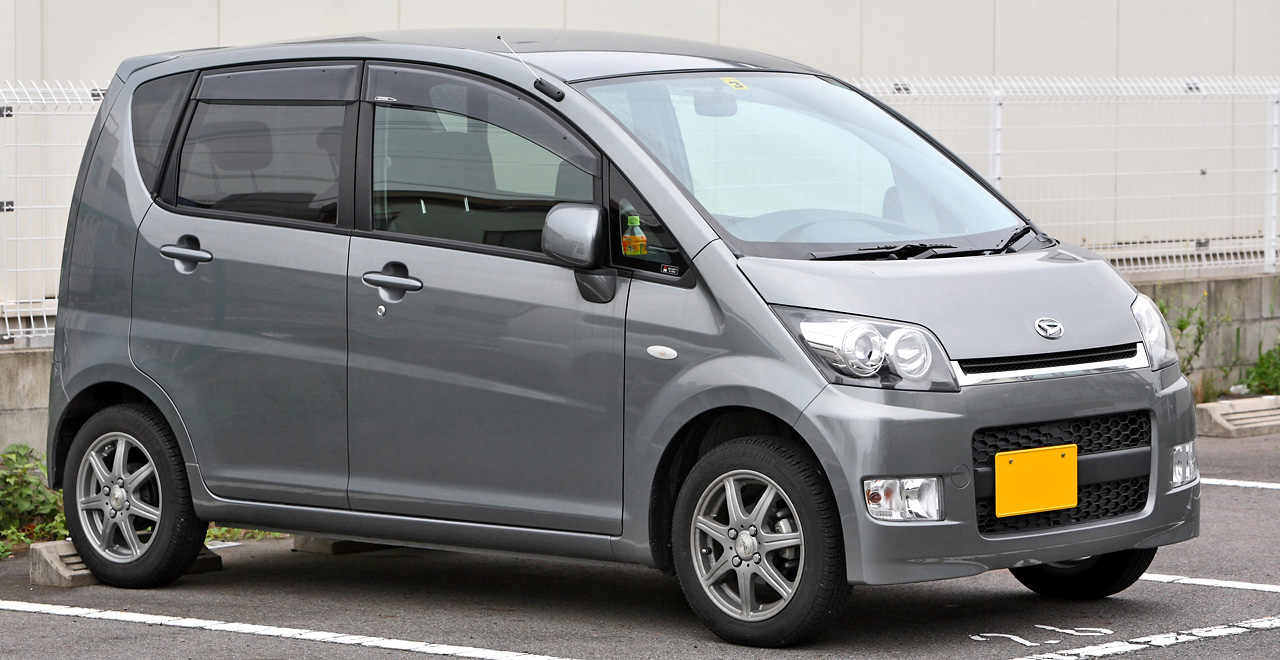
Move Custom (2006-2008)

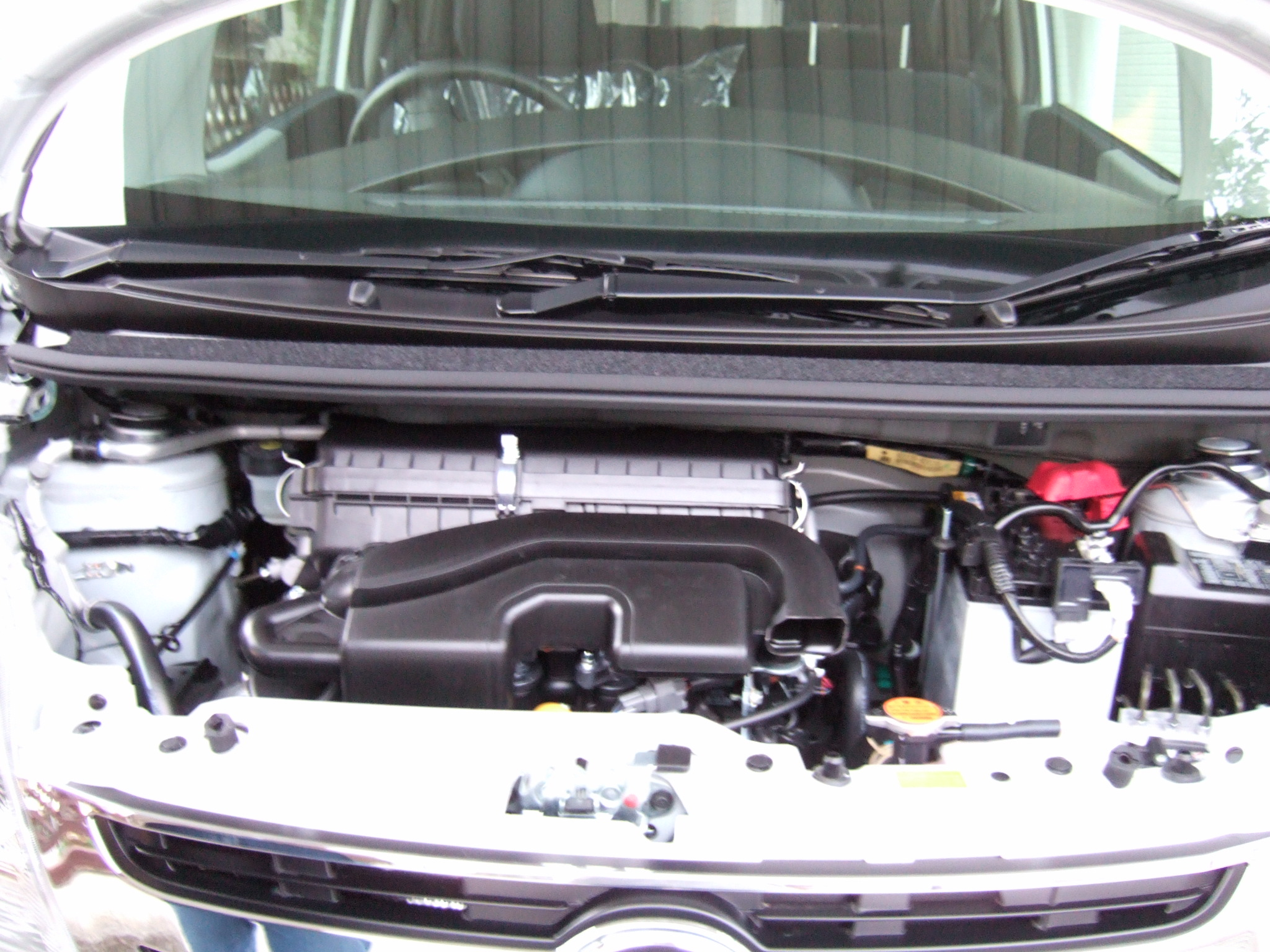
Motor Move Custom

La quarta generació del Daihatsu Move es presentà el 5 d'octubre de 2006 com a substitut de la tercera generació. S'estimà un nivell de vendes de vora 12.000 unitats mensuals. El Move de quarta generació es desenvolupà sobre una nova plataforma diferent a la de les tres generacions anteriors. Com ve sent comú al model, es presenten dues versions ben diferenciades: la "standard" i la "Custom", aquesta darrera més luxosa, amb tapisseria de cuir, comandaments especials i detalls de carrosseria exclusius. La nova generació té una carrosseria completament diferent de les anteriors generacions, més fluïda i aerodinàmica. Equipat amb un nou motor tricilíndric de doble lleva atmosfèric o amb turbocompressor que equipat amb la transmissió CVT aconsegueix una conducció suau i un baix consum de només 23 km el litre. Aquesta generació també incloïa sistemes de seguretat activa i passiva, com airbags, ABS i un immobilitzador. El model també podia equipar una transmissió manual de cinc velocitats o una automàtica de quatre. Aquesta generació, com era des de la primera, podia equipar tracció al davant o tracció a les quatre rodes.
Poc menys d'un any després, el 2007, es presentà l'acabat "Memorial Edition" per a commemorar el 100é aniversari de la creació de Daihatsu. El 15 de desembre de 2008 el model rep un lleuger redisseny estètic, tant exterior com interior. La part frontal (graella i fars) del "Custom" canvien completament cap a un disseny més modern. El 20 d'abril de 2009 es presenta l'edició especial "VS", basada en el Move "standard" i equipada amb llandes d'alumini, tapisseria interior fosca, sistema sense clau, volant en cuir i una nova graella frontal més luxosa.
El novembre de 2010 s'atura la producció de la quarta generació del Move, però la comercialització del model continua fins al desembre del mateix any, quan finalitza per tal de donar pas a la nova cinquena generació.

## Cinquena generació (2010-2014)
La cinquena generació del Daihatsu Move va arribar al mercat el 13 de desembre de 2010 per tal de substituir la quarta generació. Com ve sent costum des de la presentació d'aquest model, el 5é Move es comercialitzà en versió "Standard" i "Custom".
El pes del vehicle en aquesta generació era de 35 quilos menys de mitjana. Aquesta cinquena generació també conserva els mateixos motors de la quarta: un tricilíndric de 658 centímetres cúbics DOHC atmosfèric o amb turbocompressor.
En l'equipament, totes les versions equipaven aire condicionat de sèrie, assistent de conducció ecològica a l'ordinador de bord, etc. En seguretat, el cotxe podia equipar airbags laterals i de cortina SRS com a opcions a més dels airbags frontals de conductor i copilot.
La distància entre eixos s'acurtà en 35 mil·límetres per tal d'amillorar la comoditat i l'habitacle interior s'eixamplà fins als 1350 mm, convertint-lo així en el vehicle lleuger més ampli al mercat. Aquest fou l'últim move amb la porta darrera d'obertura lateral.
Aquesta generació del Move també fou comercialitzada com la segona generació del Subaru Stella entre els anys 2011 i 2014 degut a un acord comercial, començant la seua comercialització el 24 de maig de 2011.

## Sisena generació (2014-actualitat)

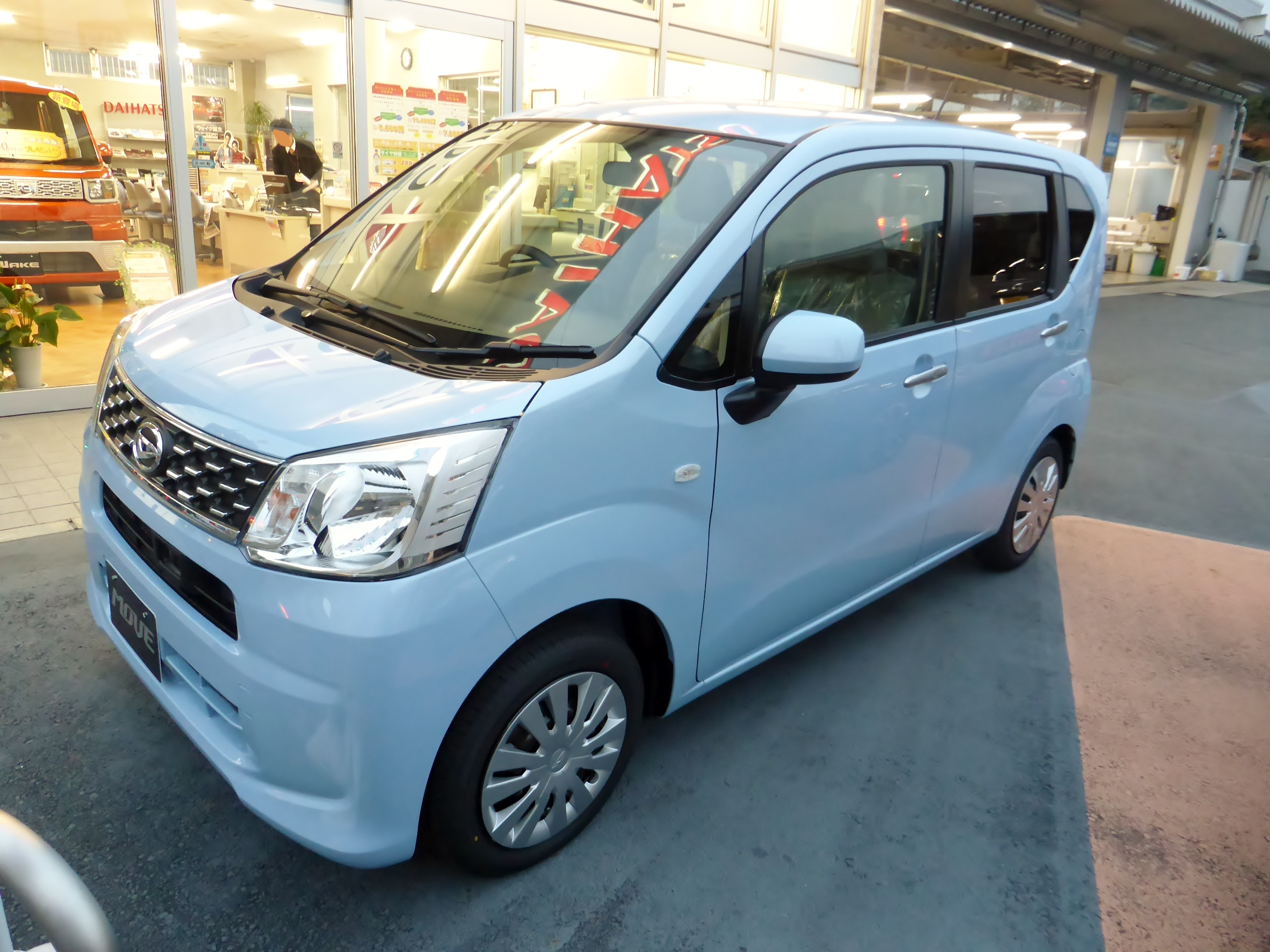
Daihatsu Move

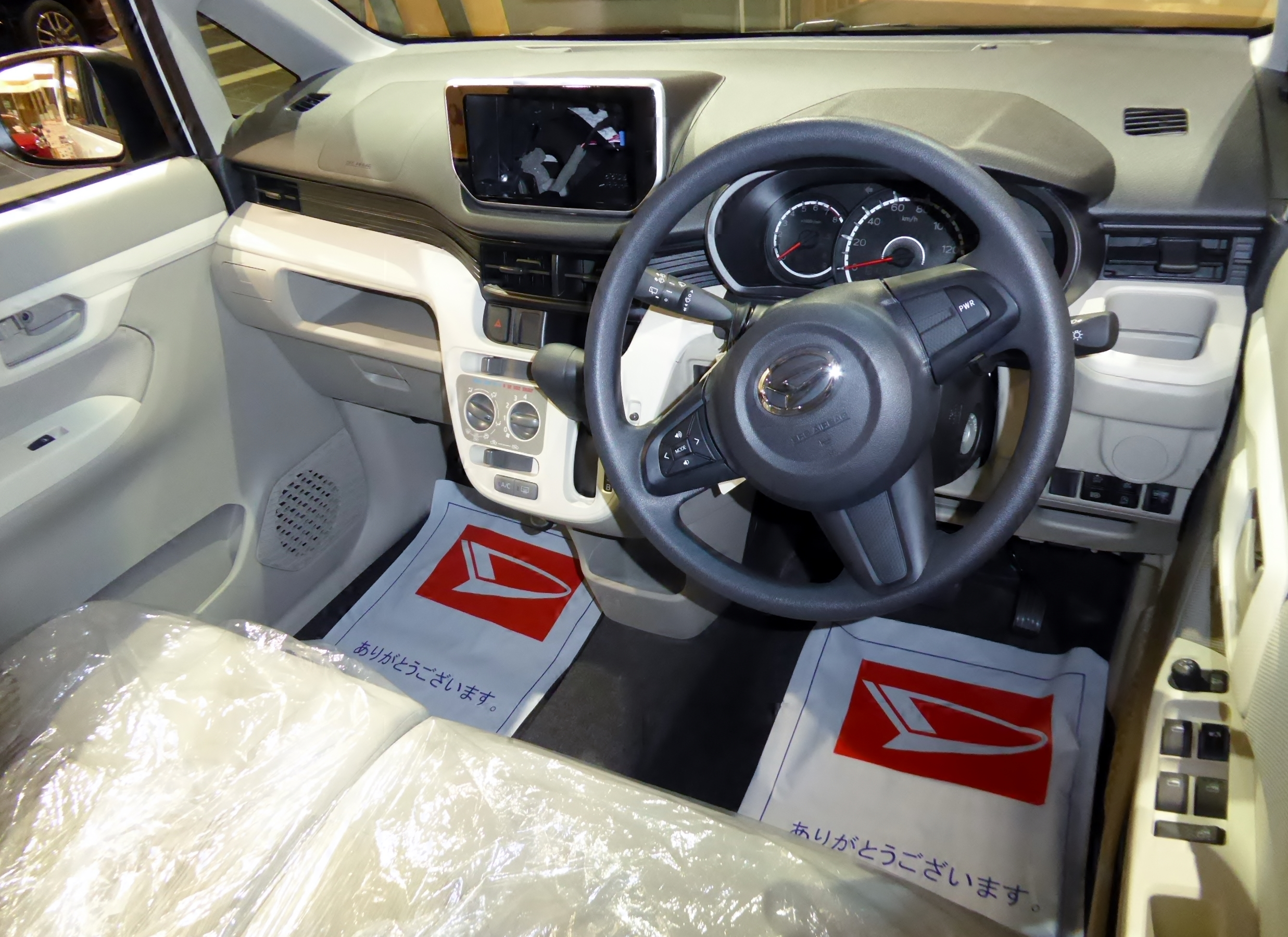
Interior del Move

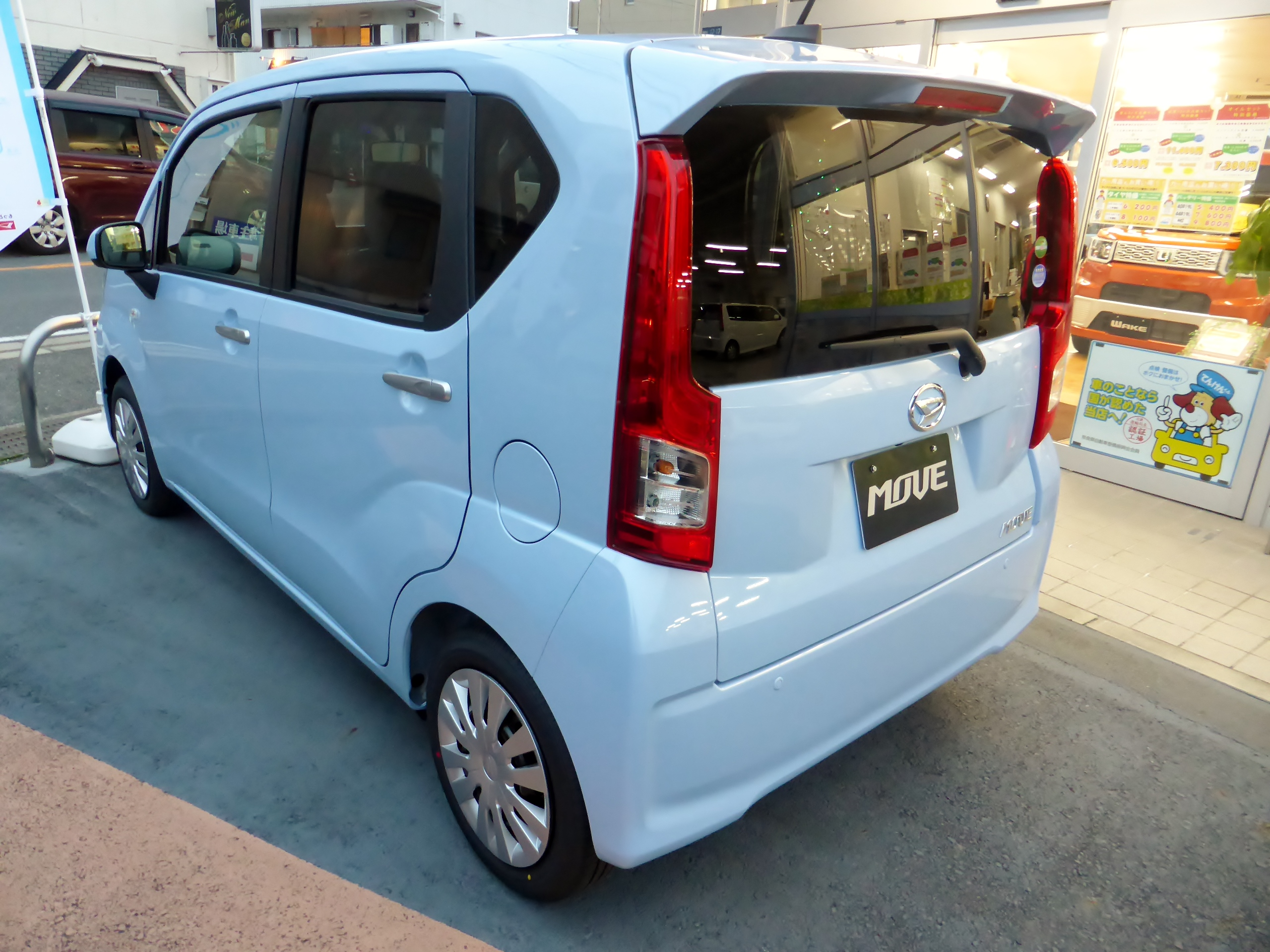
Daihatsu Move

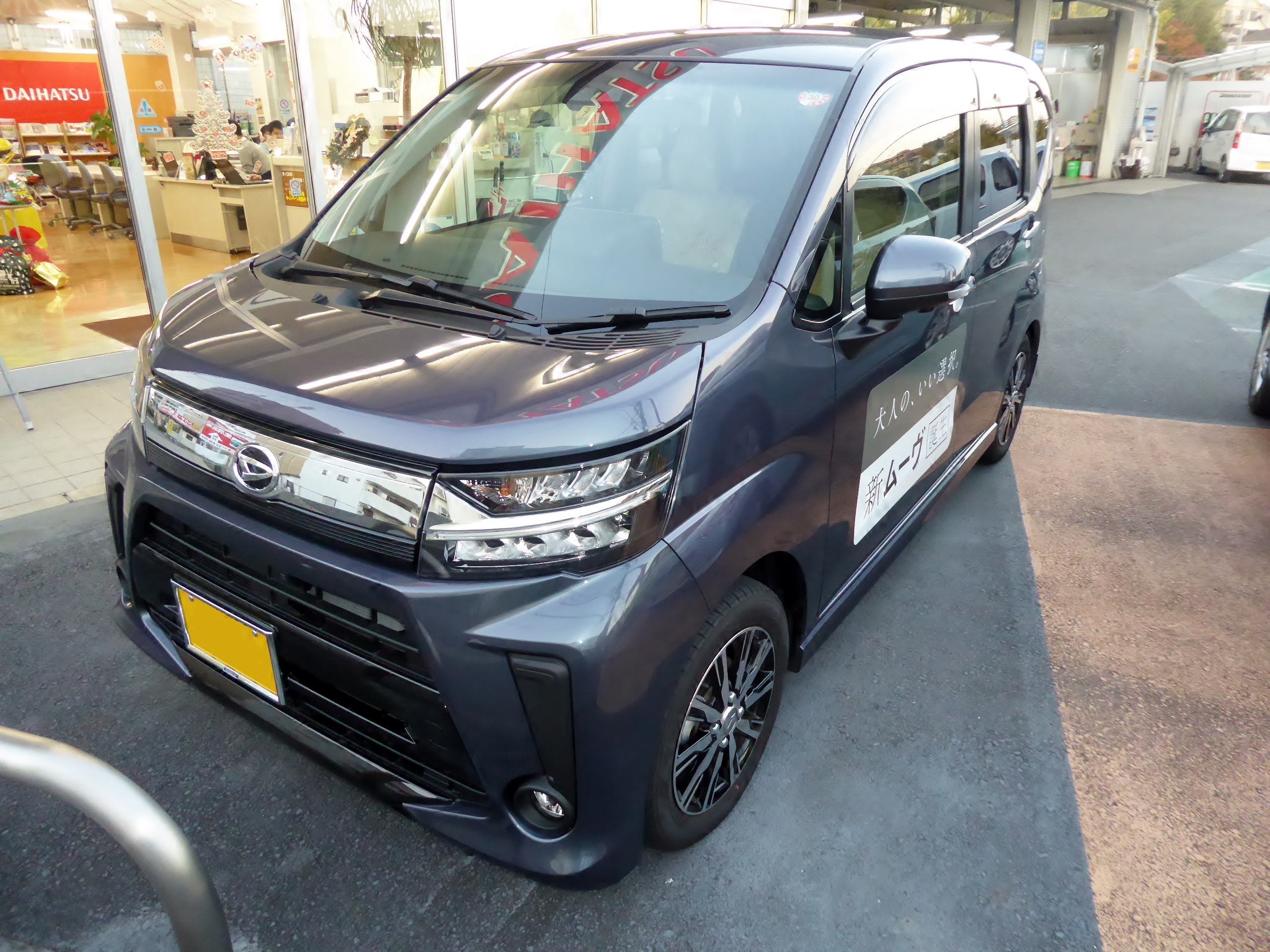
Move Custom

La sisena i actual generació del Daihatsu Move va eixir al mercat el 12 de desembre de 2014 per tal de substituir la cinquena generació. Equipant les mateixes motoritzacions de l'anterior generació, aquest Move també es comercialitzà en variants "Standard" i "Custom". El motor és un tricilíndric de 658 centímetres cúbics atmosfèric o amb turbocompressor i només disponible amb una transmissió automàtica CVT.
L'1 d'agost de 2017, el model va rebre un lleuger redisseny estètic que afectava tant a les versions "Standard" com a les "Custom".
L'any 2016 va eixir al mercat el Daihatsu Move Canbus, un microvolum basat en la plataforma de la sisena generació del Move. Com ja va passar a l'anterior generació, aquest 6é Move també es comercialitzà com la tercera generació del Subaru Stella.

## Llicències i exportacions

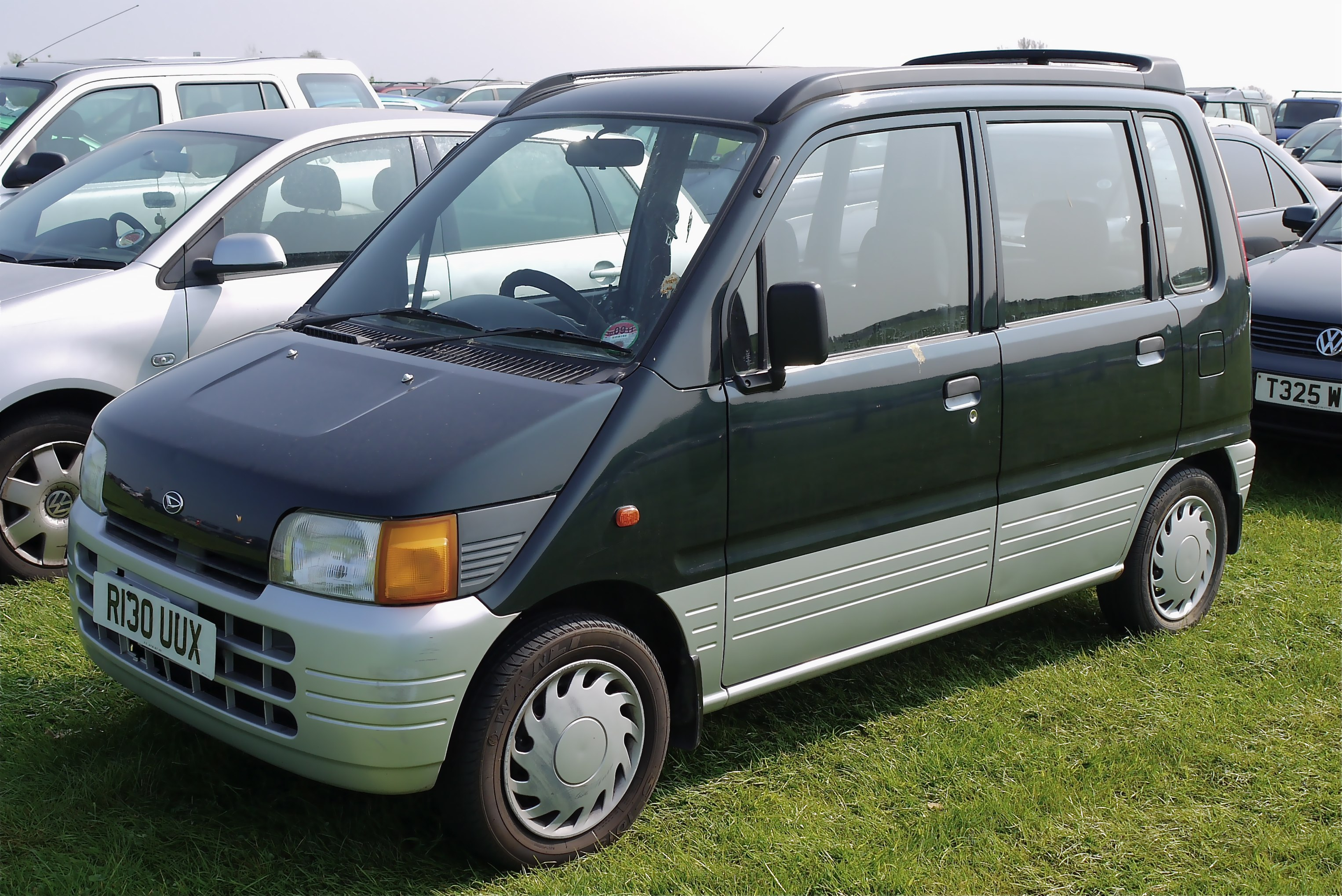
Move 847 (1995-1998)
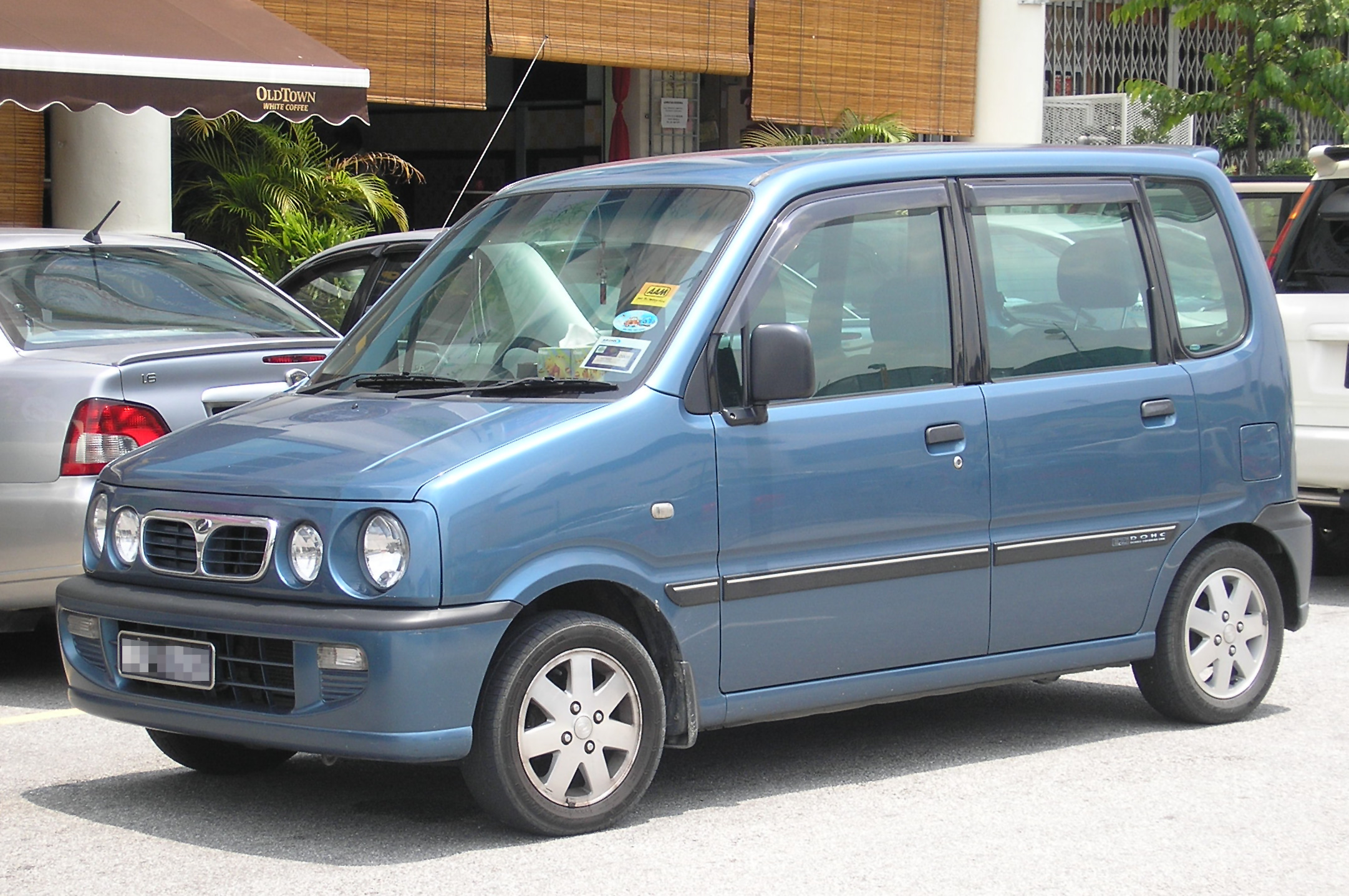
Perodua Kenari (00-09)
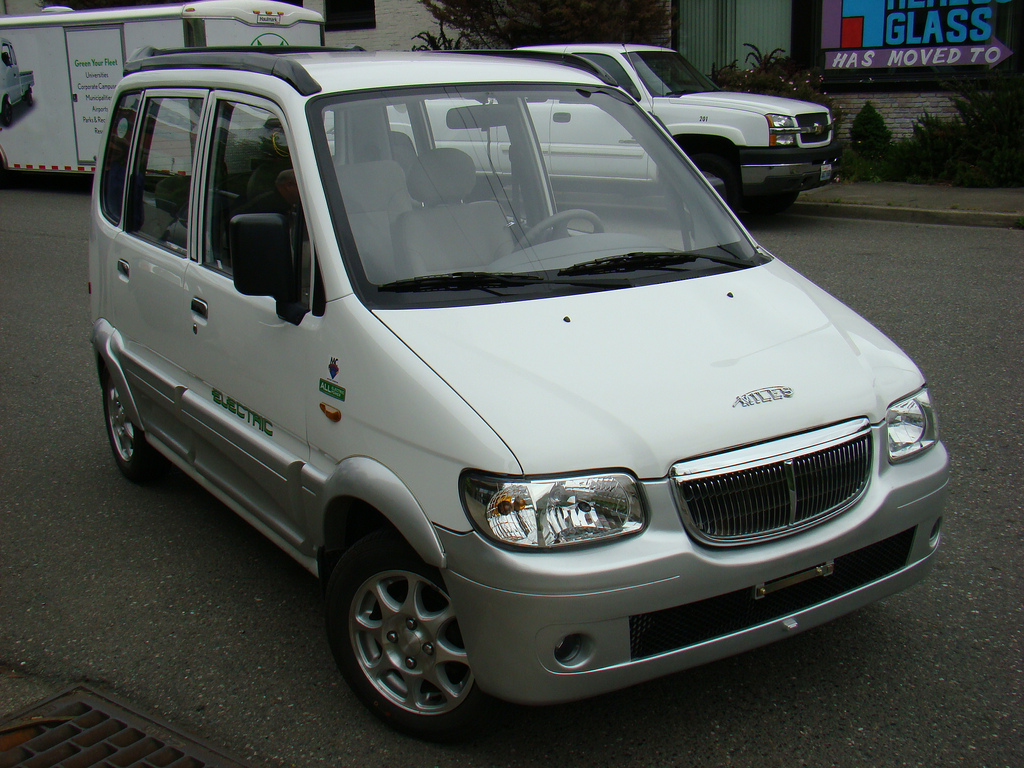
Miles ZX40 (2006-2013)
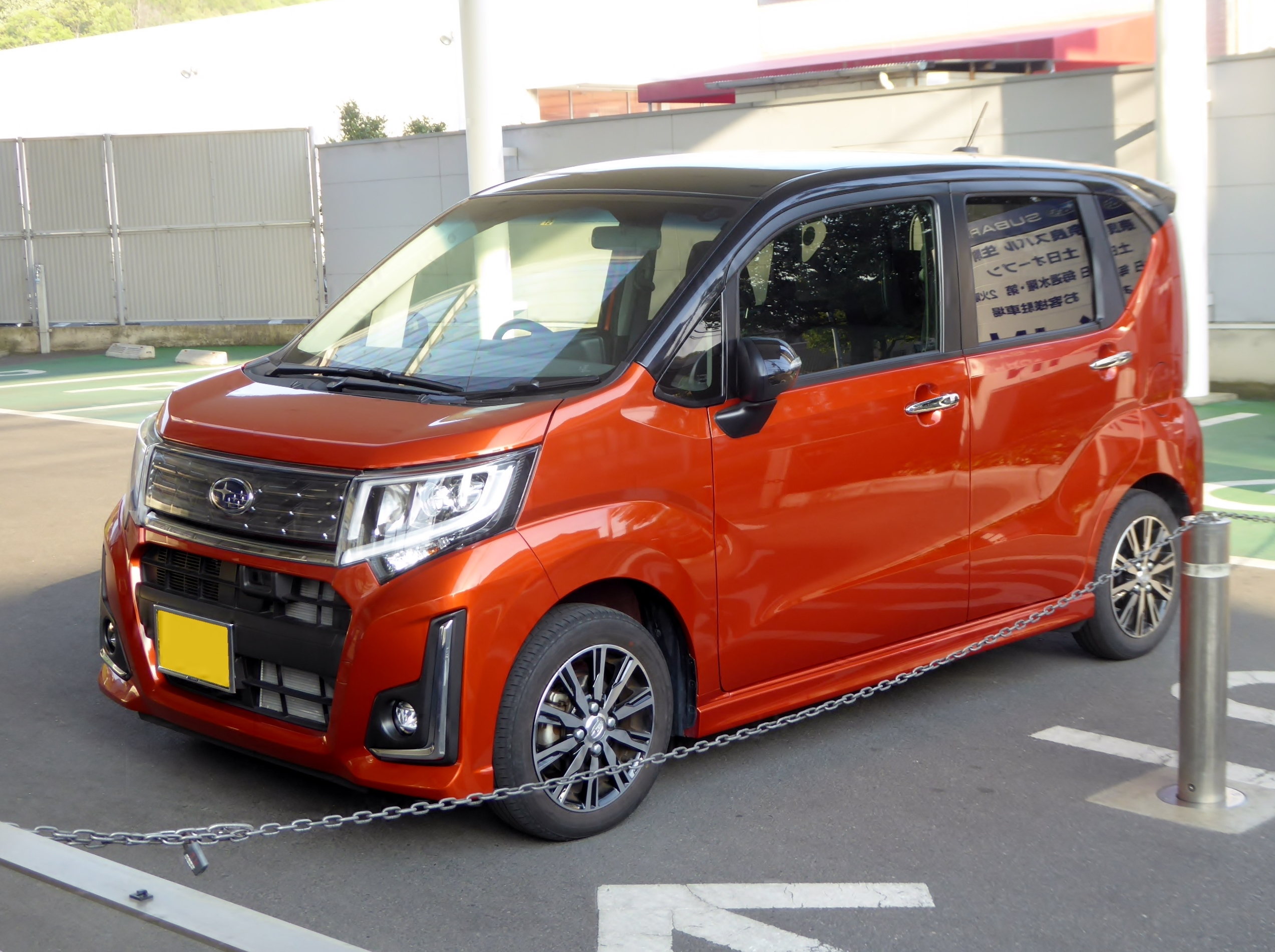
Subaru Stella III